# Roosevelt-Rondon Scientific Expedition

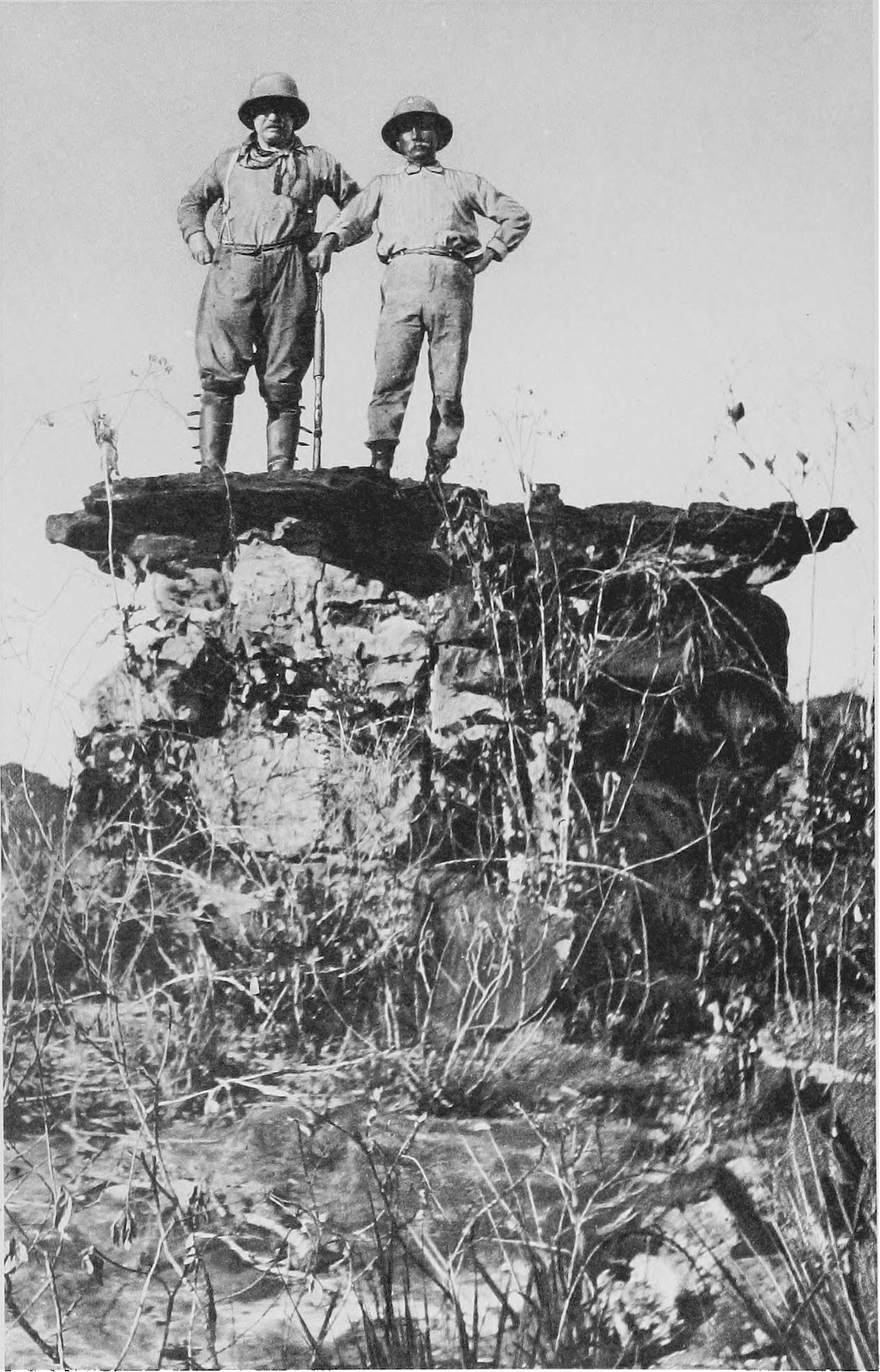
Theodore Roosevelt und Cândido Mariano de Silva Rondon im Quellgebiet des Rio da Dúvida

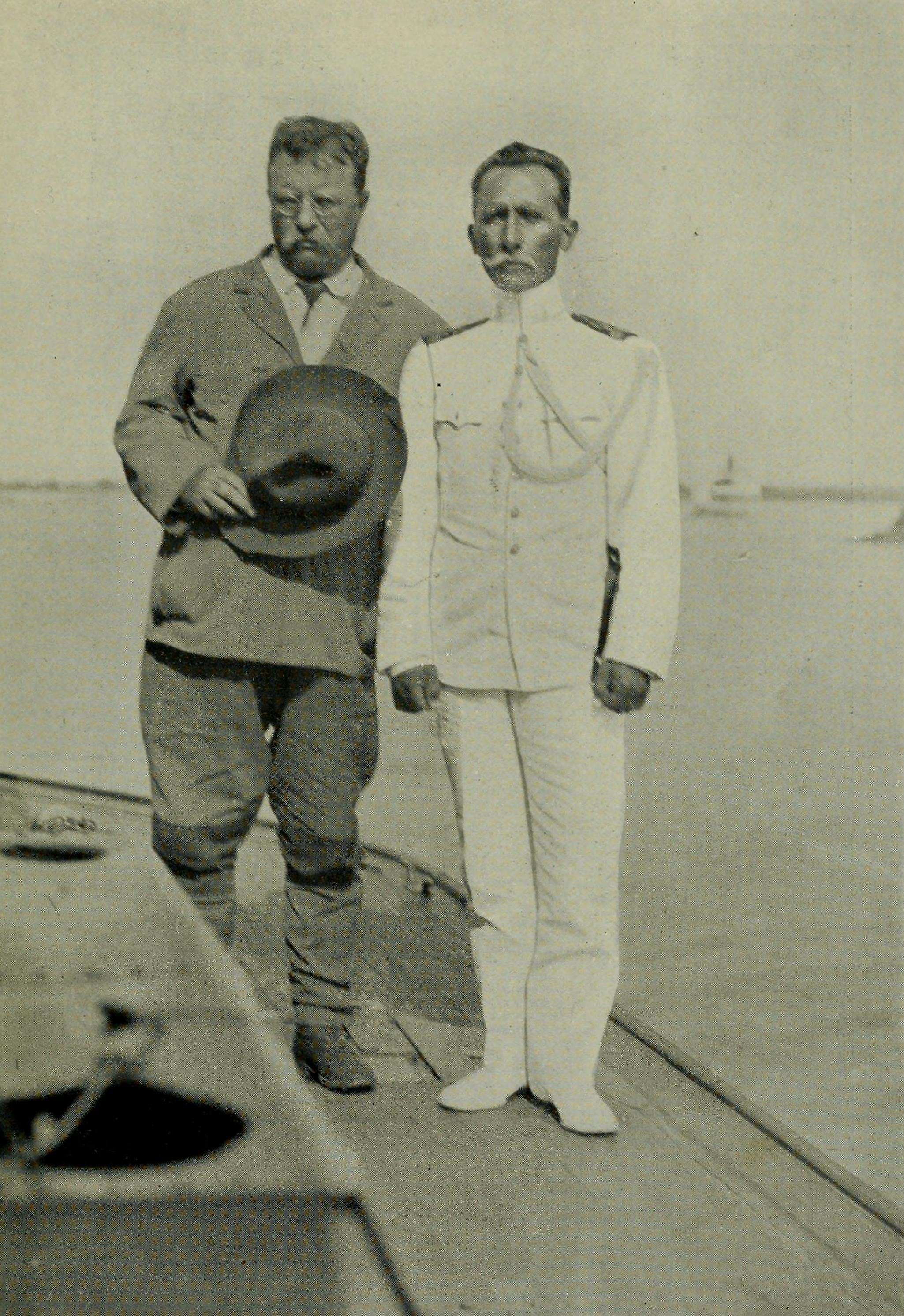
Roosevelt und Rondon am Ende der Expedition auf dem Amazonas

Die Roosevelt-Rondon Scientific Expedition (in Brasilien: Expedição Científica Rondon-Roosevelt) war eine von Dezember 1913 bis April 1914 unter der Leitung des früheren US-amerikanischen Präsidenten Theodore Roosevelt und des brasilianischen Offiziers, Ingenieurs und Abenteurers Cândido Rondon durchgeführte naturwissenschaftliche Südamerika-Expedition. Das vorrangige Ziel bestand darin, den wenige Jahre zuvor von Rondon entdeckten Rio da Dúvida (deutsch: Fluss des Zweifels) zu erforschen.
Die Smithsonian-Roosevelt African Expedition von 1909/10 hatte die Teilnehmer im Vergleich zur Südamerika-Expedition in vielfältiger Weise begünstigt. Meist fanden diese weite, offene Landschaften mit einem warmen trockenen Klima vor. Die Reiseroute musste an nur wenige natürliche Einschränkungen wie die Verfügbarkeit von Trinkwasser oder die jährliche Regenzeit und Dürre angepasst werden. Es gab eine Fülle von Wild, das zur Ernährung der weißen Reisenden mit ihren mehr als 200 afrikanischen Begleitern dienen konnte.
Demgegenüber wurde die nur zwanzigköpfige Expedition zum Rio da Dúvida durch die Mitnahme schwerer Einbäume und die dichte Vegetation an den Verlauf des Flusses gebunden und musste an Stromschnellen und Wasserfällen lange Umtragestellen bewältigen. Das Klima war schwül und die täglichen heftigen Regenfälle erschwerten das Vorankommen zusätzlich. Fast alle Teilnehmer der Expedition litten an Malaria. Der bald auftretende Nahrungsmangel zwang die Mannschaft zum Rationieren der Lebensmittel. Die Belastungen kulminierten in dem Verlust eines Teilnehmers durch einen Unfall und zweier weiterer durch einen Mord und die Flucht des Täters in den Dschungel, wo er mit Sicherheit starb. Theodore Roosevelt erkrankte während der Expedition lebensbedrohlich und erholte sich davon nicht mehr vollständig. Er starb weniger als fünf Jahre später.
Die Expedition war in Bezug auf die angestrebten Ziele dennoch erfolgreich. Neben der genauen Kartierung des Flusses konnten zahlreiche Tiere und Pflanzen für Museen in Brasilien und den Vereinigten Staaten gesammelt werden. Auf der Basis dieses Material wurde eine Reihe von Arten und Unterarten erstbeschrieben, von denen die meisten mittlerweile nur noch als Synonyme zuvor beschriebener Arten gelten.

## Hintergrund
Bereits gegen Ende seiner Präsidentschaft, im Jahr 1908, hatte Roosevelt Kontakt mit John Augustine Zahm, einem römisch-katholischen Priester, Autor, Wissenschaftler und Forschungsreisenden. Dieser war gerade von den Anden zurückgekehrt, und beide erörterten die Möglichkeit einer Reise Roosevelts in das Innere Südamerikas. Der Gedanke wurde zugunsten Roosevelts Afrikareise nicht verwirklicht.
Nach seiner Rückkehr von der Smithsonian-Roosevelt African Expedition im Juni 1910 wurde Roosevelt umgehend wieder politisch aktiv. Er strebte eine erneute Kandidatur für die Präsidentschaftswahlen 1912 an. Die Republikanische Partei nominierte jedoch den Amtsinhaber William Howard Taft. Daraufhin gründete Roosevelt die Progressive Party und trat als ihr Kandidat an. Roosevelt schnitt besser als Taft ab, doch Wahlsieger wurde der Demokrat Woodrow Wilson.
1913 erschien Roosevelts Autobiografie, an der er seit seiner Präsidentschaftskandidatur gearbeitet hatte. In diesem Jahr erfüllte er sich seinen lange gehegten und mehrfach aufgeschobenen Wunsch, eine Reise nach Südamerika. Die Reise war ihm erneut von Pater Zahm vorgeschlagen worden. Zahm hatte eine Route durch bereits gut erforschte Gebiete geplant, beginnend mit der Befahrung des Rio Tapajós und mit nur kurzen Fußmärschen. Zahm sollte auch an der Expedition teilnehmen. Im Juli 1913 schrieb Roosevelt über die ersten Planungen an seinen Freund Arthur Hamilton Lee, er wolle den Río de la Plata, den Río Paraná und den Río Paraguay aufwärts befahren, über Land zu den Quellen des Amazonas vordringen, das Amazonasbecken durchqueren und auf dem Orinoco nach Venezuela fahren.
Als passionierter Jäger interessierte Roosevelt sich für die Möglichkeiten der Jagd südlich des Äquators. Er vereinbarte schon vor der Abreise mit dem American Museum of Natural History die Beschaffung von naturkundlichen Sammlungsexemplaren während der Reise. Dafür übernahm das Museum einen Teil der anfallenden Kosten und stellte zwei Wissenschaftler als Mitreisende. Nach der Ankunft in Rio de Janeiro am 13. November 1913 wurde Roosevelt von dem brasilianischen Außenminister Lauro Müller empfangen und mit einem Angebot überrascht. Wenn er das Ziel seiner Reise um die Erforschung und Kartierung des Rio da Dúvida bis zum Amazonas erweiterte, würde die brasilianische Regierung das Vorhaben unterstützen. Roosevelt willigte begeistert in die Reise in unerforschtes Gebiet ein und die brasilianische Seite stellte mit dem Offizier Cândido Rondon den zweiten Leiter der Expedition. Rondon befand sich Anfang Oktober 1913 im brasilianischen Dschungel und benötigte fünf Wochen für die Rückkehr in die Zivilisation und das erste Zusammentreffen mit Roosevelt. Er hatte wenige Jahre zuvor den Rio da Dúvida entdeckt, dessen genauer Verlauf war aber noch nicht bekannt. Die Roosevelt-Rondon Scientific Expedition führte in eine Region, die noch nie von westlichen Forschern bereist worden war.
Das American Museum of Natural History als Roosevelts Sponsor war mit der Änderung der Reisepläne nicht einverstanden. Insbesondere der Präsident des Museums, Henry Fairfield Osborn, und der Kurator der Vogelsammlung, Frank Michler Chapman, waren verärgert und erwogen den Rückzug aus dem Projekt. Dabei wurden sie mehr von der Sorge um das Wohlbefinden des Ex-Präsidenten angesichts der lebensgefährlichen Reise ins Unbekannte als von der Sorge um die wissenschaftliche Ausbeute der Reise getrieben. Sie wussten, dass Roosevelt nicht in bester körperlicher Verfassung war, und sein Tod während der Expedition hätte ihnen und dem Museum auf ewig angehangen. Auch Roosevelts Sekretär Frank Harper und Pater Zahm, die an der überwiegend von Zahm geplanten Expedition teilgenommen hätten, waren zunehmend um ihre eigene Sicherheit besorgt. Roosevelt hingegen ignorierte die Gefahren und ließ sich, unterstützt von den anderen Mitreisenden, nicht von seinen Plänen abbringen. Seiner Schwiegertochter Eleanor Butler Alexander schrieb er, die Expedition sei seine letzte Chance, ein Junge zu sein (englisch: his last chance to be a boy).
Am 4. Oktober 1913 verließ Roosevelt mit seiner Ehefrau Edith und mehreren Expeditionsteilnehmern an Bord der S. S. Vandyck den Hafen von New York. Nach einem Zwischenstopp auf Barbados trafen sie am 18. Oktober 1913 in Salvador da Bahia ein. Roosevelt absolvierte in Begleitung Ediths seine Vortragsreise durch mehrere südamerikanische Staaten. Ende November reiste Edith Roosevelt in die Vereinigten Staaten zurück, um das Weihnachtsfest mit ihren Söhnen Quentin und Archibald zu verbringen. Bis zum Beginn der Expedition nahm Roosevelt innerhalb von drei Wochen eine Reihe offizieller Termine wahr. Außerdem nahm er an einer Jaguarjagd teil.

## Teilnehmer

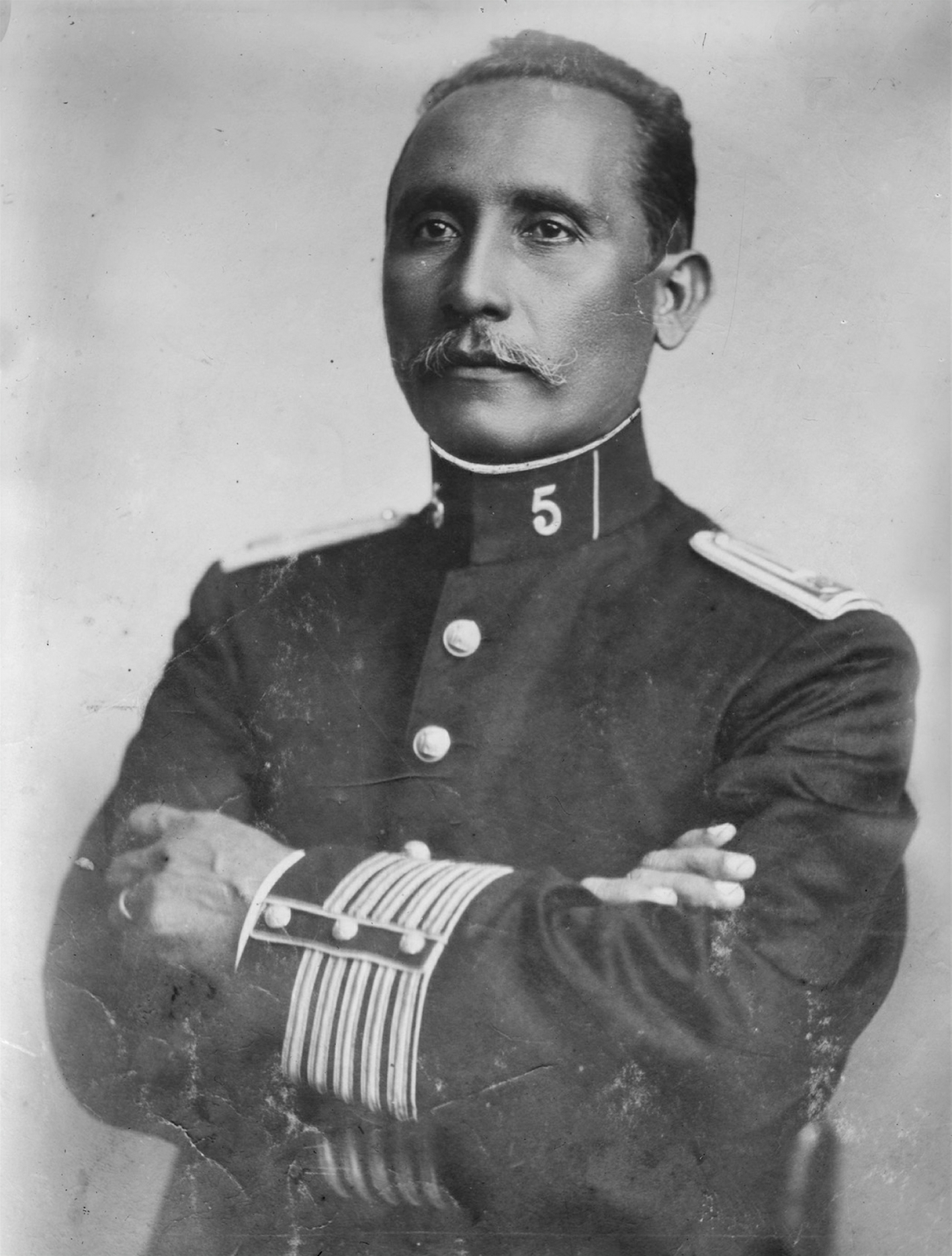
Cândido Rondon, um 1910

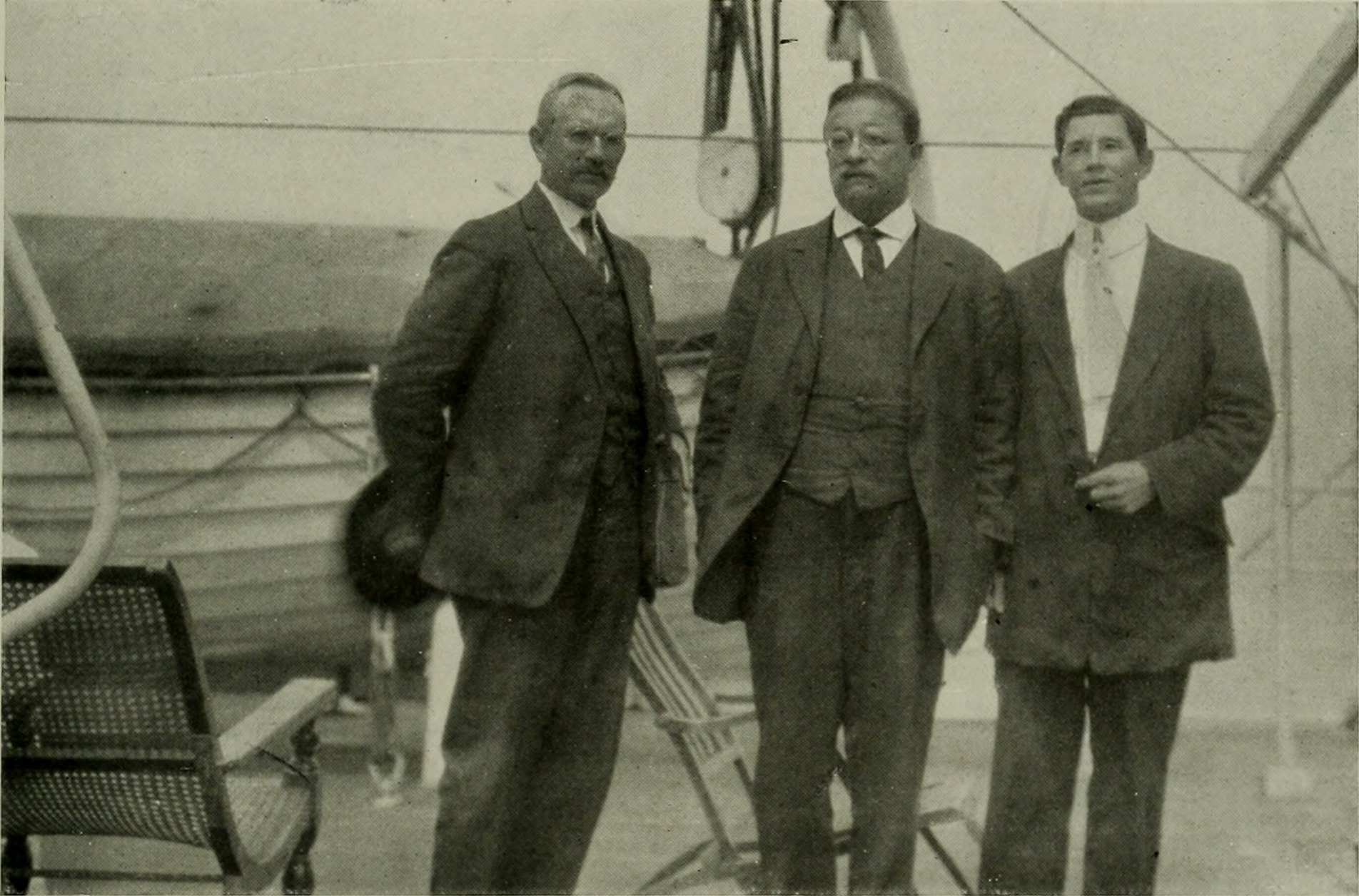
George Cherrie, Theodore Roosevelt und Leo E. Miller

Mit Theodore Roosevelt hatte die Expedition einen prominenten und seit der Smithsonian-Roosevelt African Expedition von 1909 und 1910 tropenerfahrenen Leiter. Auch der brasilianische Offizier, Ingenieur und Forschungsreisende Cândido Rondon verfügte bereits über Erfahrungen in der Leitung von Expeditionen in unerschlossene Gebiete, und er kannte den Mato Grosso wie kein anderer. Rondon war der Sohn einer Eingeborenen und eines weißen Vaters. Er war in der brasilianischen Armee bis zum Colonel aufgestiegen. Durch seine Forschungsreisen in den Amazonasurwald war er wie Roosevelt in den Vereinigten Staaten zu einem brasilianischen Nationalhelden geworden. Rondon sprach kein Englisch und Roosevelt kein Portugiesisch. Sie kommunizierten miteinander auf Französisch, das beide nur mittelmäßig beherrschten.
Kermit Roosevelt, Theodore Roosevelts Sohn, hatte als Großwildjäger und Fotograf bereits an der Afrika-Expedition teilgenommen. Er war als Ingenieur bei einem Brückenbauprojekt in Brasilien im Einsatz und hatte sich gerade von einem Arbeitsunfall erholt. Kermit hatte nur wenig Erfahrung mit dem brasilianischen Urwald, aber er sprach Portugiesisch. George Cherrie und Leo E. Miller waren als Zoologen des American Museum of Natural History die beiden einzigen professionellen mitreisenden US-Amerikaner. Sie waren als Wissenschaftler von der Expedition und den Forschungsmöglichkeiten begeistert, hatten aber ebenso wenig Tropenerfahrung wie der Polarforscher Anthony Fiala. Roosevelts Sekretär Frank Harper und Pater Zahm trugen nichts zum Erfolg der Expedition bei, während Zahms Schweizer Diener Jacob Sigg wenigstens zupackende Hände mitbrachte.
Die brasilianischen Expeditionsteilnehmer zeichneten sich demgegenüber durch ihre Ausbildung und Erfahrung aus. Leutnant João Lyra (auch Lira geschrieben), Rondons Adjutant, war ein Astronom und Landvermesser. Hauptmann Amílcar de Magalhães war ein ausgewiesener Logistikexperte. Der Militärarzt José Antonio Cajazeira fungierte als Expeditionsarzt. Das übrige Personal umfasste den Geologen Eusébio Paulo de Oliveira, einen Zoologen, einen Taxidermisten, einen Entomologen, den Botaniker Frederico Carlos Hoehne, zwei Offiziere mit allgemeinen Aufgaben und Urwalderfahrung und einen Kameramann mit einem großen Vorrat an Film.
Im Norden des Mato Grosso verließen mehrere Mitglieder die Expedition, die zudem aufgeteilt wurde. Frank Harper wurde klar, dass er für das Reisen durch die Wildnis nicht geeignet war. Er reiste über Rio de Janeiro nach New York zurück. Pater Zahm wurde wenig später dazu aufgefordert, unverzüglich mit Jacob Sigg in die Zivilisation zurückzukehren. Zuvor hatte er sowohl Rondon als auch Roosevelt mit seiner Forderung verärgert, von Indios in einer Sänfte getragen zu werden. Lieutenant Alcides Lauriodó und Anthony Fiala befuhren den nach Norden in den Rio Tapajós fließenden Rio Papagaio. Hauptmann Amílcar und Leo Miller verließen die Expedition später, um den Ji-Paraná zu erforschen. Dieser entsprang nahe dem Quellgebiet des Rio da Dúvida. Es war geplant, dass die drei Expeditionen zu einem späteren Zeitpunkt am rechten Ufer des Amazonas, spätestens jedoch in Manaus, wieder zusammenfinden.

## Ausrüstung
Für die Befahrung des Rio Tapajós hatte Pater Zahm in Pennsylvania Boote mit Stahlrümpfen gekauft. Diese Boote wurden von Roosevelt zurückgelassen, da sie wegen ihres hohen Gewichts nicht über Land transportiert werden konnten. Die von Anthony Fiala bevorzugten schlanken, motorisierten Kanadier waren auf Ochsenkarren transportabel, doch sie boten nicht genug Stauraum und Sitze. Rondon hatte daher mehrere Einbäume bereitstellen lassen, die genug Platz boten und dennoch transportabel waren. Zudem konnten sie während der Expedition nachgefertigt werden, wenn ein oder mehrere Boote verloren gingen. Die Expedition war nicht als Großwildjagd geplant, und dementsprechend war die Bewaffnung mit jener der Afrika-Expedition von 1909 nicht zu vergleichen. Die Roosevelts sorgten für die Bereitstellung der Waffen der US-amerikanischen Expeditionsteilnehmer. Die Naturforscher erhielten Schrotflinten im Kaliber 16, nur George Cherrie hatte eine Bockbüchsflinte. Theodore Roosevelt führte seine Repetierbüchse Springfield M1903 des Kalibers 0.30 und seine Doppelflinte ‚Fox No. 12‘ mit. Kermit hatte zwei Winchester Repetierbüchsen in den Kalibern .405 Winchester und .30-40 Krag dabei, hinzu kamen eine Flinte im Kaliber 16 und mehrere Revolver.
Zahlreiche Bestandteile der Ausrüstung und Vorräte erwiesen sich als ungeeignet oder überflüssig. Die Brasilianer brachten große und sehr schwere Zelte und für Roosevelts Zelt sogar einen Teppich mit. Die US-Amerikaner hatten große Mengen von Konserven und sogar ein Gewürzschränkchen dabei, während die Brasilianer sich überwiegend mit Reis und Hülsenfrüchten verpflegten. Zeitweise mussten die brasilianischen Expeditionsteilnehmer auf Anweisung Rondons sogar auf die Mitnahme eigentlich notwendiger Vorräte verzichten, damit das schwere Gepäck der US-Amerikaner mitgenommen werden konnte. Hintergrund war das Bemühen Rondons, den Gästen seiner Regierung allen gewünschten Komfort zu bieten.
Der Transport der Güter und der Expeditionsteilnehmer über Land sollte mit Ochsenkarren und Maultieren bewältigt werden. Die Ochsenkarren erwiesen sich wegen der mangelnden Leistungsfähigkeit der Zugtiere im tropischen Klima und dem streckenweise unbefahrbaren Untergrund als ungeeignet. Mit den Ochsenkarren wurden auch zwei Motorboote und mehrere schwere Zelte zurückgelassen. Auch die Maultiere wurden über die Grenze ihrer Belastbarkeit hinaus beladen. Nach und nach wurde weitere Ausrüstung aufgegeben, um die Maultiere zu entlasten.

## Expeditionsverlauf

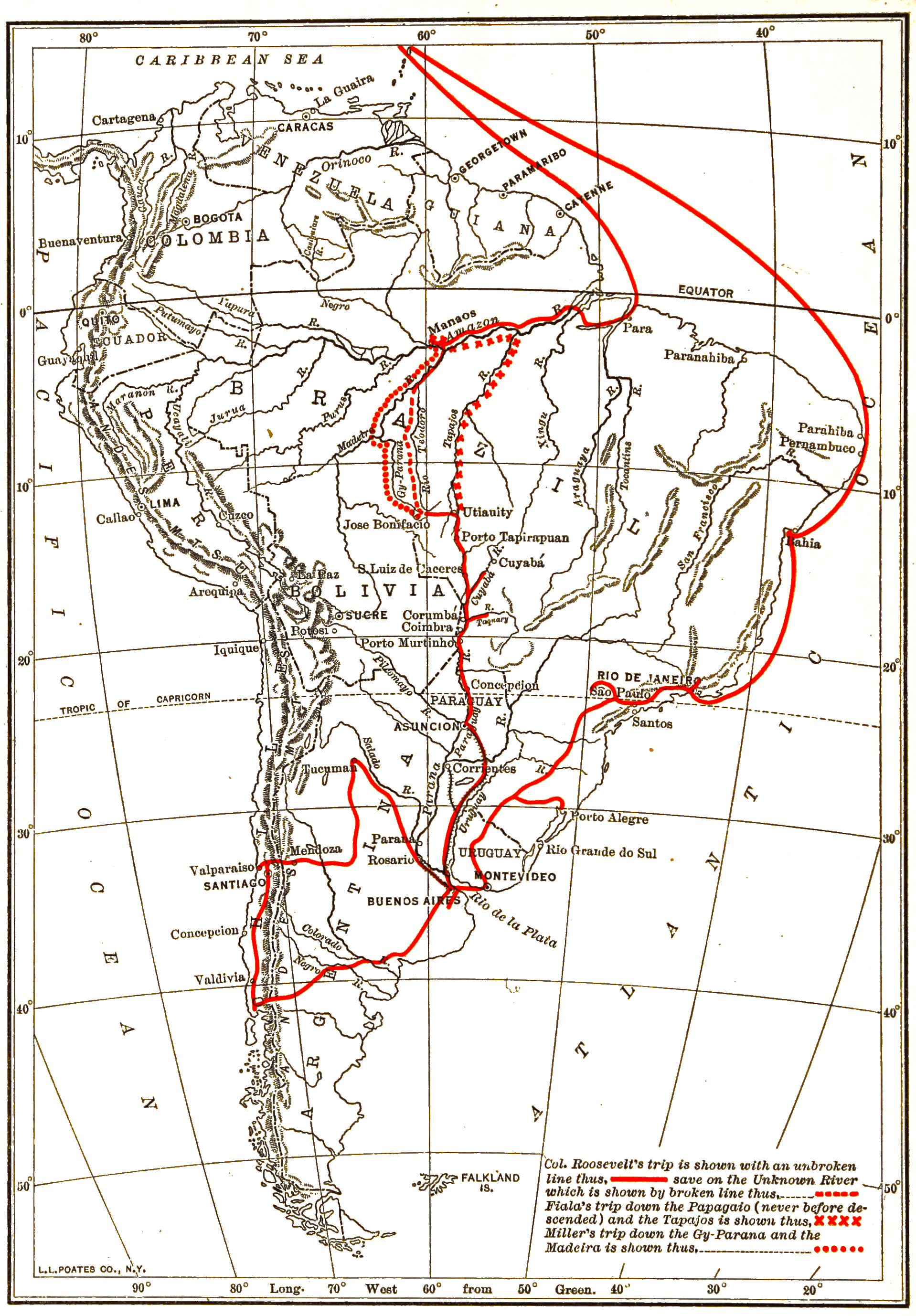
Route der Südamerika-Reise Roosevelts. Im Zentrum der Karte die Routen der drei Flussbefahrungen: Ji-Paraná, Rio da Dúvida und Rio Papagaio

### Anreise
Am 4. Oktober 1913 verließ Roosevelt mit seiner Ehefrau Edith, George Cherrie, Anthony Fiala, Pater Zahm und Jacob Sigg an Bord der S. S. Vandyck den Hafen von New York. Eine deutlich kleinere Menschenmenge als bei seiner Abreise nach Afrika vier Jahre zuvor, nur ein paar Hundert Zuschauer, verabschiedete ihn. Einige Journalisten registrierten, dass Roosevelt nicht die 21 Schuss Salut erhielt, die ihm als ehemaligem Präsidenten zustanden. William Howard Taft hatte ihn 1909 so verabschiedet und im folgenden Jahr wieder im Hafen von New York begrüßt. Die Regierung von Woodrow Wilson zog sich darauf zurück, dass Roosevelt nicht in Regierungsangelegenheiten unterwegs sei. Tatsächlich wird seine harsche Kritik an der Außenpolitik Wilsons zu der Missachtung beigetragen haben. In Barbados wurde ein kurzer Zwischenstopp eingelegt, bei dem Leo E. Miller zu der Reisegruppe stieß.
In Salvador da Bahia, wo das Schiff am 18. Oktober ankam, erwartete Kermit Roosevelt seine Eltern. Binnen kürzester Zeit überzeugte seine Mutter ihn, an Roosevelts Expedition in den brasilianischen Urwald teilzunehmen. Sein Arbeitgeber, eine britisch-brasilianische Brückenbaugesellschaft, beurlaubte ihn dafür. Die Gruppe erreichte Rio de Janeiro am 22. Oktober 1913 und Roosevelt wurde von einer begeisterten Menge empfangen.
In Brasilien, Uruguay, Argentinien und Chile sprach Roosevelt an einigen Universitäten und vor wissenschaftlichen Gesellschaften. Die Südamerika-Reise war für Roosevelt, wie seine Afrika-Expedition, auch ein wirtschaftlicher Erfolg. Zehntausend US-Dollar betrugen die Vortragshonorare. Das New Yorker Wochenmagazin The Outlook, für das Roosevelt als Mitherausgeber und Autor tätig war, zahlte mehrere Tausend Dollar für seine Berichte über die politische und soziale Lage in den besuchten Staaten. 15.000 Dollar waren für seinen Reisebericht Through the Brazilian Wilderness vereinbart, der wie die African Game Trails zunächst noch während der Reise im Scribner’s Magazine und später als Buch erscheinen sollte.

### Nach Tapirapuã

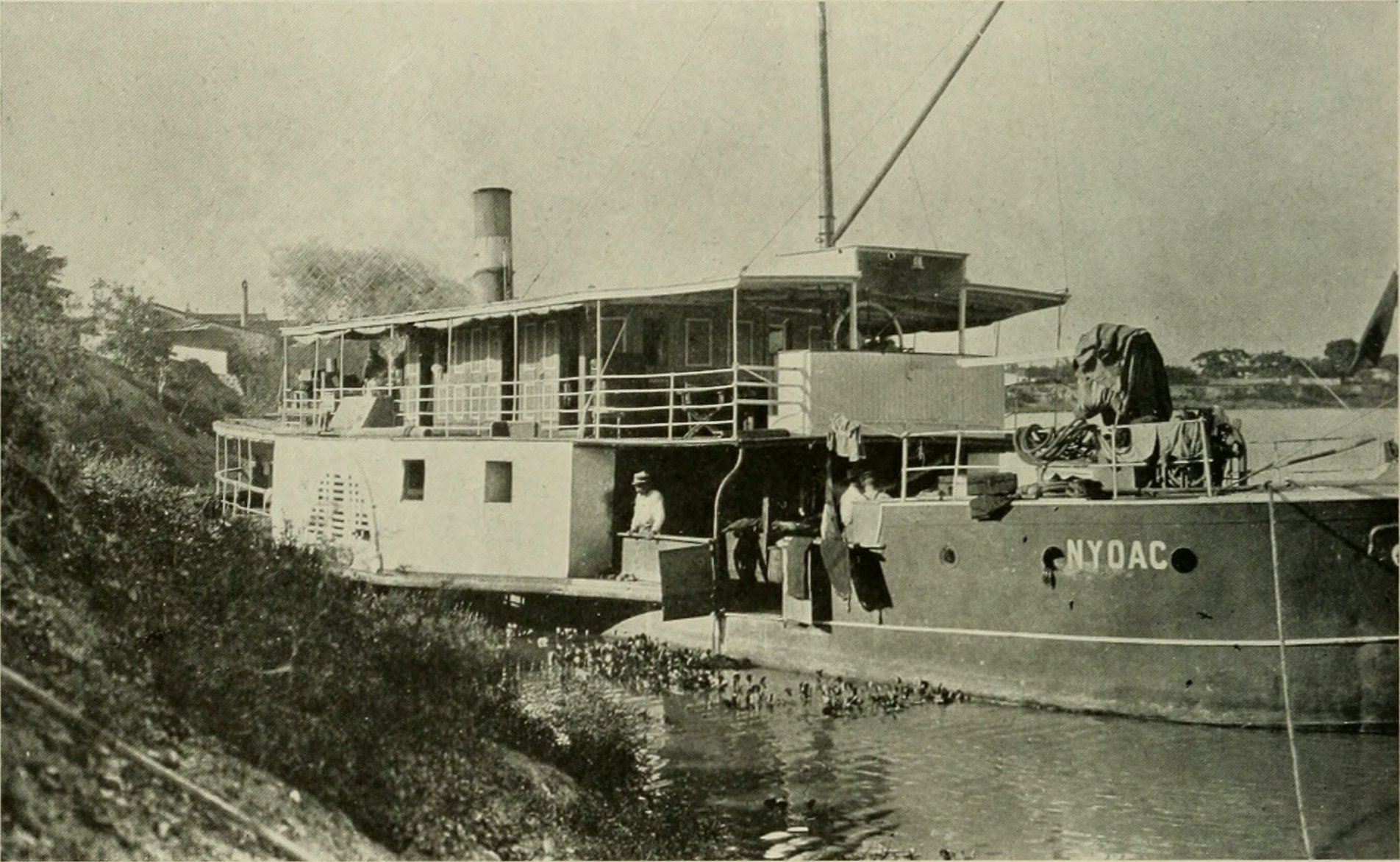
Die Nyoac auf dem Río Paraguay, Dezember 1913

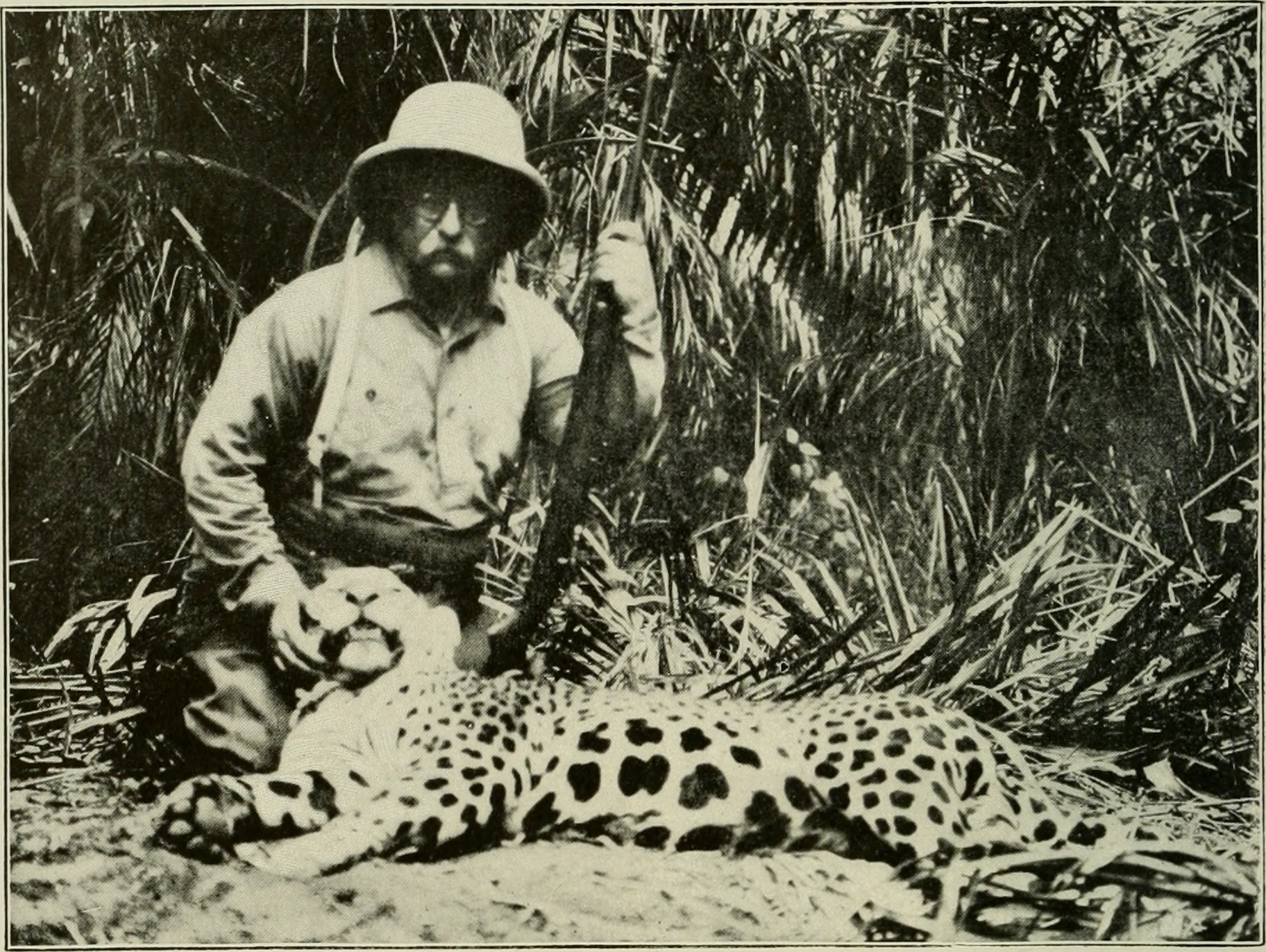
Theodore Roosevelt mit einem erlegten Jaguar

Am 12. Dezember 1913 trafen Theodore Roosevelt und Cândido Rondon in Asunción auf dem Río Paraguay an Bord des ehemaligen Kanonenboots Nyoac zusammen. Am 16. befand sich die Reisegruppe in Corumbá, wo während der nächsten Tage die Ausrüstung und Verpflegung geladen und letzte Vorbereitungen getroffen wurden. Roosevelt und Rondon nutzten die Zeit für eine achttägige Jagd auf Jaguare.
Am 5. Januar 1914 erreichte die Nyoac São Luís de Cáceres als planmäßig letzte Station der Schiffsreise auf dem Río Paraguay. In den folgenden Wochen wurde das Fortkommen immer schwieriger. Die Entfernung bis zum Quellgebiet des Rio da Dúvida betrug von Cáceres noch etwa 500 Kilometer Luftlinie und Rondon schätzte, dass sie für diese Strecke sieben Wochen benötigten. Zunächst führte der Weg den Rio Sepotuba hinauf. Für diesen Reiseabschnitt waren zwei überdachte Boote und eine Barkasse mit Treibstoff angefordert worden. Sie befanden sich jedoch zum vereinbarten Zeitpunkt noch einhundert Kilometer flussaufwärts. Daher wurden die Ausrüstung und Vorräte, die Rondons Adjutant Leutnant João Lyra in São Luís de Cáceres gelagert hatte, auf die Nyoac geladen. Erst am Abend des 7. Januar 1914 traf sie mit den Booten in Porto Campo zusammen. Ein Teil der Ladung wurde auf die Boote umgeladen, um der Nyoac die Weiterfahrt im flachen Wasser zu ermöglichen.

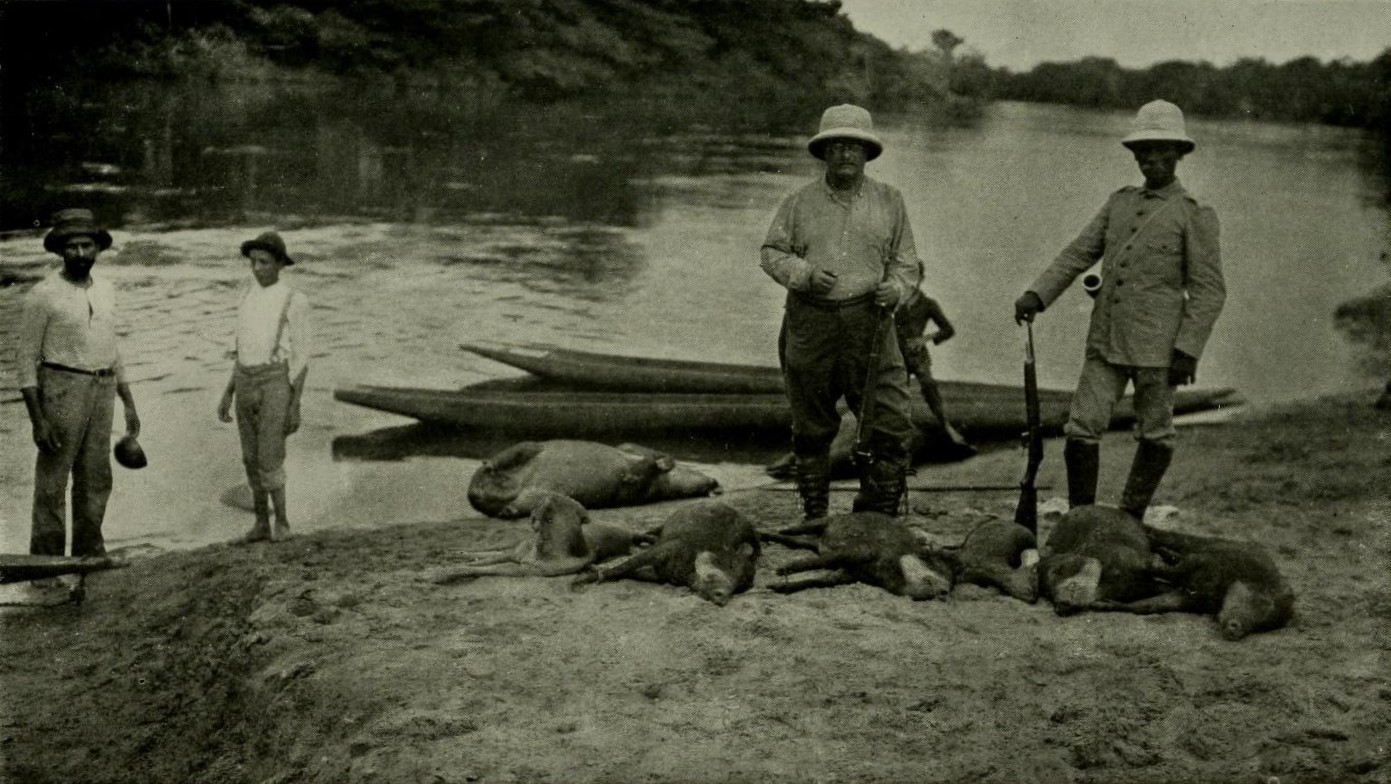
Roosevelt und Rondon mit Tapiren, Nabelschweinen und einem Jaguar

Zunächst blieb die Expedition für ein paar Tage in Porto Campo. Am 9. Januar ging Roosevelt auf die Jagd und konnte einen großen Tapir schießen. Am folgenden Tag jagte er mit Rondon Nabelschweine, von denen er drei und Rondon eines erlegte. Im Gespräch mit Pater Zahm sagte Roosevelt, dass er nun die großen Säugetiere geschossen habe, die er sich am meisten gewünscht hatte. Er sei selbst dann vollauf zufrieden, wenn er keinen weiteren Schuss auf ein Tier abgeben könne.
Am 16. Januar 1914 traf die Reisegruppe in Tapirapuã im Bundesstaat Mato Grosso ein. Die Siedlung war von Rondon wenige Jahre zuvor als Lager für die Errichtung eines Telegrafennetzes im Mato Grosso gegründet worden und war nun die zentrale Telegrafenstation des Mato Grosso. Von Tapirapuã sollte es mit Maultieren und Ochsen über Land zunächst nach Utiariti im Norden und dann nach Osten bis José Bonifácio gehen. Volumen und Gewicht der in Tapirapuã bereitgestellten Ausrüstung und der Vorräte übertrafen Roosevelts Erwartungen bei weitem. Dabei herrschte zwischen den brasilianischen und den amerikanischen Teilnehmern wenig Einvernehmen über die Notwendigkeit einzelner Positionen. Als Roosevelt merkte, dass die großen und schweren Zelte der Brasilianer den Raum für wirklich wichtige Ausrüstung nahmen, ließ er die Hälfte der Zelte zurück. Das Bemühen der Brasilianer um einen gewissen Luxus kam auch in einem silberbeschlagenen Sattel mit Zaumzeug für Roosevelts Maultier zum Ausdruck. Auf der anderen Seite waren die Brasilianer, die Expeditionserfahrung besaßen und an lange Reisen mit karger Kost gewöhnt waren, verwundert über die luxuriöse Verpflegung der Nordamerikaner. Zu deren Vorräten gehörten zahllose Konserven, Backmischungen für Pfannkuchen, Schokolade, zwei Sorten Marmelade und ein Gewürzschrank. Rondon wollte nicht protestieren und undiplomatisch erscheinen. Er riet seinen eigenen Leuten, sie sollten weniger einpacken und verzehren, damit die Nordamerikaner den Überfluss genießen konnten, den sie gewohnt waren. Das war für vier der brasilianischen Wissenschaftler, unter ihnen Frederico Carlos Hoehne, der Anlass, sich von der Expedition zurückzuziehen. Auch Roosevelts Sekretär Harper verließ in Tapirapuã die Expedition. Er entlastete die Gruppe dadurch, dass er die bis dahin gesammelten tausend Vögel und 250 Säugetiere mit nach New York nahm. Zu seinem Gepäck gehörte auch das fünfte Kapitel von Roosevelts Reisebericht Through the Brazilian Wilderness für das Scribner’s Magazine. Die ersten vier Kapitel hatte Roosevelt bereits von Poststationen am Ufer des Río Paraguay aus verschickt.

### Von Tapirapuã nach Utiariti

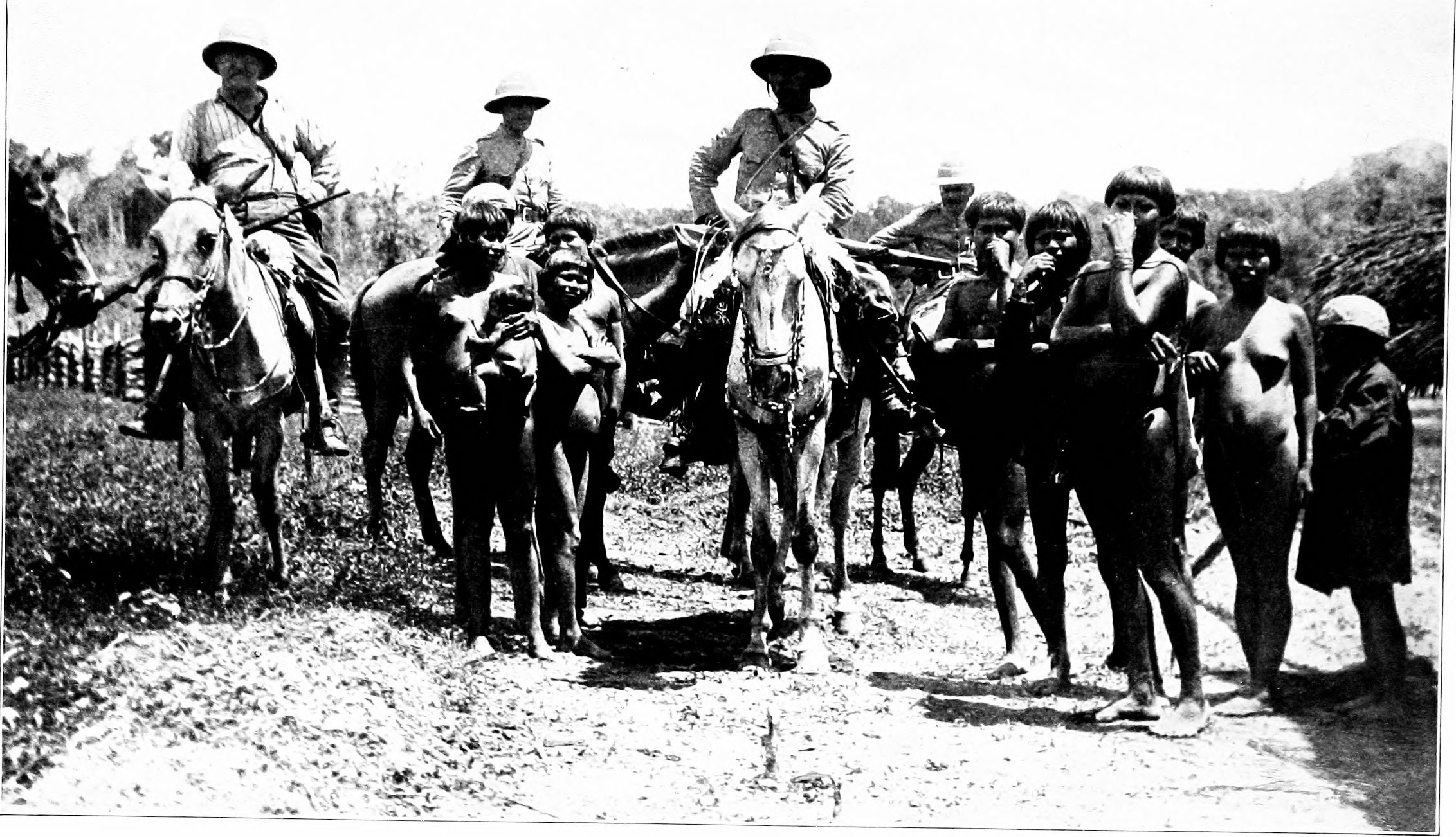
Theodore Roosevelt und weitere Expeditions-Teilnehmer mit Parecis

Der Treck mit der Expedition und ihrer Ausrüstung, unter Führung von Hauptmann Amílcar, verließ Tapirapuã am 19. Januar 1914 mit dem Ziel José Bonifácio, einer Siedlung im Quellgebiet des Rio da Dúvida. Der größte Wagen wurde von sechs Ochsen gezogen und transportierte zwei motorisierte Kanadier und einen Vorrat an Treibstoff. Es folgten 64 weitere Ochsenwagen und etwa 100 bepackte Maultiere, von denen viele nicht an das Tragen von Lasten gewöhnt waren. Erst zwei Tage später folgten die Roosevelts, Rondon, die übrigen wissenschaftlichen Teilnehmer der Expedition und ihre Diener mit fünf Jagdhunden und genug Gespannen und Maultieren, um ihre Verpflegung für den Weg nach José Bonifácio zu transportieren. Die beiden Gruppen bestanden zu diesem Zeitpunkt aus insgesamt 159 Männern mit 360 Packstücken, die später auf drei Gruppen aufgeteilt werden sollten.
Das Fortkommen wurde durch die Orientierung an den von Rondon und seinen Männern verlegten Telegrafenleitungen erleichtert. Am Morgen wurde mit einem Hornsignal geweckt, Rondons Diener ging mit einer Kaffeekanne von Zelt zu Zelt und die leitenden Expeditionsmitglieder frühstückten, während die Mannschaften die Maultiere bepackten. Die Länge der Tagesetappen hing vom Abstand der Flüsse ab, an deren Ufern das Nachtlager aufgeschlagen wurde. Alle paar Tage konnten zumindest die führenden Teilnehmer der Expedition in den steinernen Wartungsstationen des Telegrafennetzes nächtigen. Das Abendessen wurde auf Planen gereicht, die auf dem Boden ausgebreitet waren. Bereits am 24. Januar notierte Kermit Roosevelt in seinem Tagebuch, dass die Wasserscheide zum Amazonas hinter ihnen liege.
In dieser Phase der Reise begann Kermit, in seinen Aufzeichnungen die Dummheit und Faulheit Pater Zahms zu kritisieren. Dessen Aktivität beschränkte sich weitgehend auf das Erbitten von Dienstleistungen Anderer, das Herumscheuchen seines Dieners Sigg und das Prahlen mit der Zahl der von ihm erretteten „armen Seelen“. Rondon stand, obwohl katholisch, dem Klerus und seiner gegenüber den Eingeborenen herablassenden und „väterlichen“ Art kritisch gegenüber. Zahm hatte während der Anreise ständig Kinder der Eingeborenen mit auf deren Haupt gelegter Hand gesegnet oder sogar getauft. Rondon war besorgt, dass Zahms Verhalten von den Nambikwara im Quellgebiet des Rio da Dúvida nicht friedlich hingenommen würde. Ab Utiariti wollte Zahm nicht mehr auf einem Maultier reiten, sondern von den Parecis in einer Sänfte durch das Gebiet der Nambikwara getragen werden. Zahm begründete das auch damit, dass die Parecis es gewohnt seien und es als Ehre betrachteten, katholische Priester zu tragen. Roosevelt entgegnete, dass Zahm so die Prinzipien seines Freundes Rondon verrate. Rondon hatte 1910 den Serviço de Proteção ao Índio (deutsch: Dienst zum Schutz der Indios) gegründet. Rondon wies darauf hin, dass Zahms Begehren dem Charakter und den Gewohnheiten der Eingeborenen widerspreche. Seine Agentur wolle die Indios zu vollwertigen Bürgern der Republik Brasilien machen. Sie zu unterdrücken hieße, dass die Agentur ihre Arbeit „so wie die Jesuiten“ gestalte. An diesem Punkt teilte Roosevelt Zahm mit, dass er, weil er nicht mehr reiten könne, unverzüglich mit Jacob Sigg nach Tapirapuã zurückzukehren habe. Roosevelt verfasste am 1. Februar eine Notiz, der zufolge alle Mitglieder der Expedition mit dem sofortigen Ausschluss Zahms einverstanden waren. Sie wurde von neun Teilnehmern unterzeichnet, darunter auch Jacob Sigg.

### Von Utiariti nach José Bonifácio

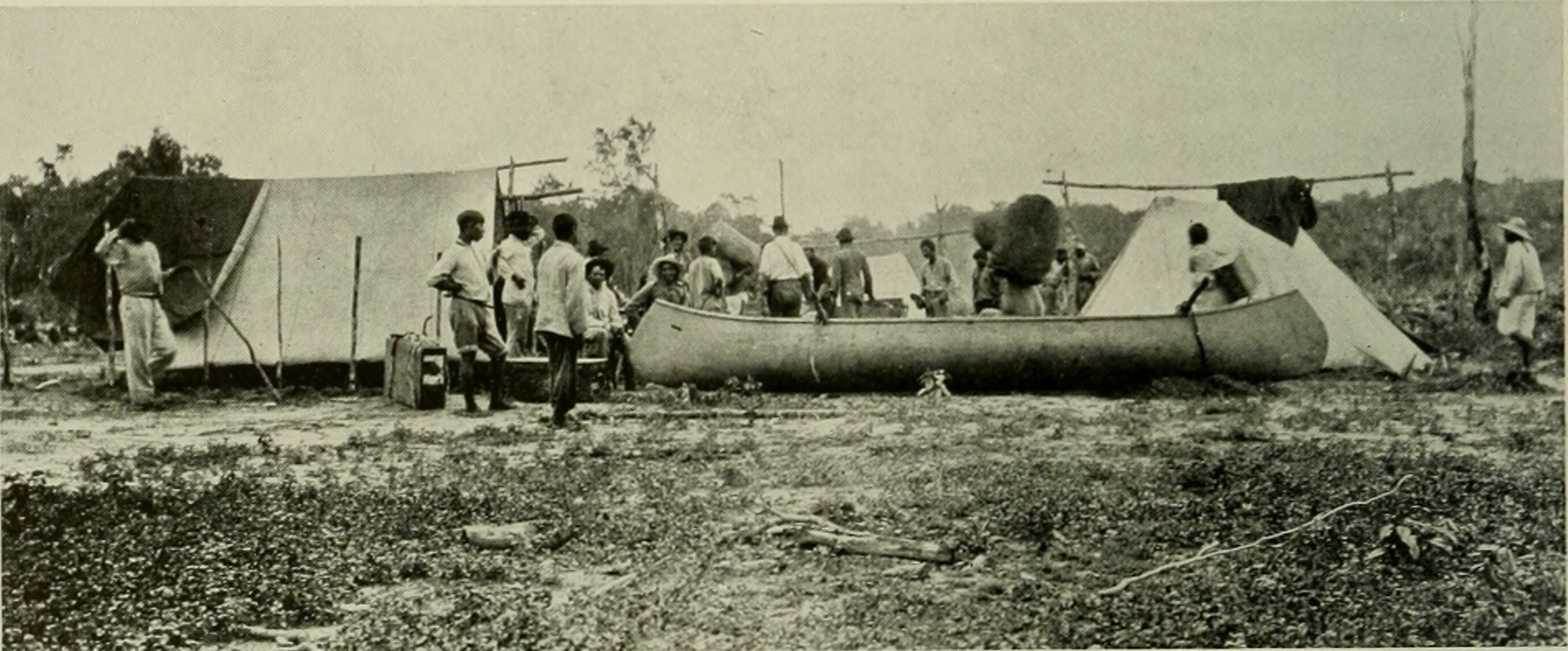
Lager in Utiariti, mit einem der zurückgelassenen Kanadier

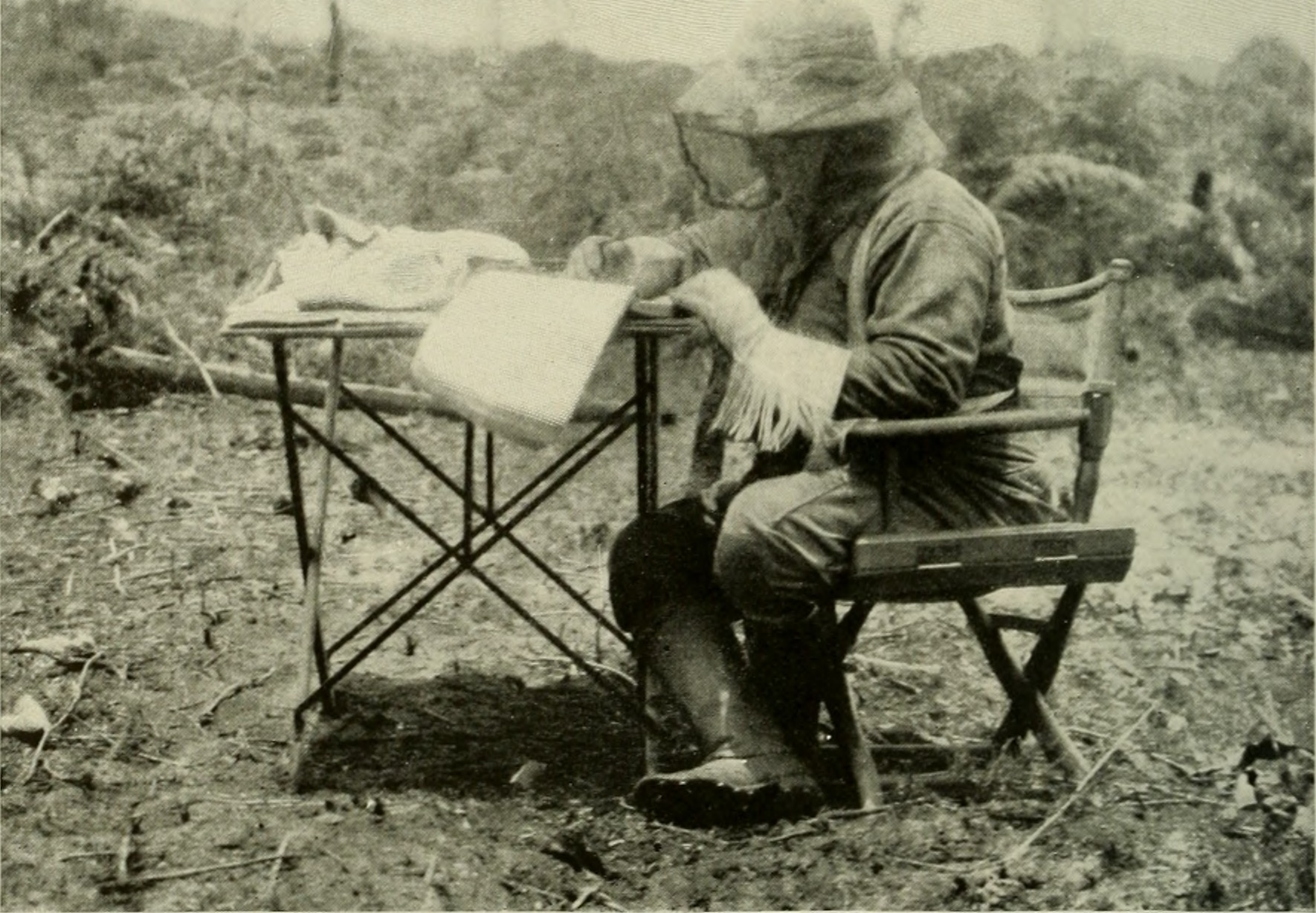
Theodore Roosevelt beim Schreiben am Nachmittag

Zahms Abreise und die Weiterreise der Expedition wurden Anfang Februar durch heftige Regenfälle verzögert. Am 4. Februar marschierten die US-Amerikaner weiter in Richtung José Bonifácio. Rondon blieb zunächst in Utiariti zurück, um Lieutenant Alcides Lauriodó, Anthony Fiala und ihre Mannschaft auf dem Rio Papagaio auf den Weg zu bringen. Er wollte Roosevelt bald folgen. Die folgenden drei Tage ging es nur langsam vorwärts. Die Ochsenkarren blieben immer wieder im Schlamm eines sumpfigen Plateaus stecken und neun Maultiere starben an Hunger und Erschöpfung, weil es am Weg keine geeigneten Futterpflanzen gab. Alle Expeditionsteilnehmer wurden von blutsaugenden Insekten gequält. Roosevelt konnte nur unter einem Netz und mit Handschuhen an seinem Reisebericht schreiben. Er kehrte nach Utiariti zurück, um mit Rondon die Lage zu erörtern. Dabei setzte er durch, dass die schweren Zelte der Brasilianer ebenso zurückblieben wie die beiden motorisierten Kanadier. Die Weiterreise musste ohne Ochsenkarren erfolgen. Die wirklich notwendige Ausrüstung wurde auf die Maultiere geladen und es ging nun mit deutlich gesteigerter Geschwindigkeit weiter.
Am 23. Februar 1914 traf die Expedition in José Bonifácio ein, der letzten Telegrafenstation des Mato Grosso. Bereits am nächsten Morgen ging es weiter zu dem Depot, das Hauptmann Amílcar näher an der Quelle des Rio da Dúvida angelegt hatte. Drei weitere Tage beanspruchte die Aufteilung von Mannschaft, Ausrüstung und Verpflegung der beiden Befahrungen des Rio da Dúvida und des Ji-Paraná. Dabei sollte nur das für sieben Wochen absolut notwendige Maß an Gütern mitgenommen werden. Allerdings galten auch Bücher als absolut notwendig. Roosevelt führte die beiden letzten Bände von Edward Gibbons Decline and Fall of the Roman Empire mit, dazu Werke von Sophokles und Epiktet, die Selbstbetrachtungen von Mark Aurel und die Utopia von Thomas Morus. Kermit wählte portugiesische Werke aus, darunter Luís de Camões. Rondon hatte Thomas à Kempis’ Imitatio Christi dabei und Lieutenant Lyra Miniaturausgaben von Goethe und Schiller auf Deutsch. Roosevelt verschickte aus diesem letzten Lager vor dem Fluss das siebte Kapitel seines Reiseberichts mit einem Boten nach São Luís de Cáceres, von wo die Sendung mit der Post weiterbefördert wurde.

### Oberlauf des Rio da Dúvida

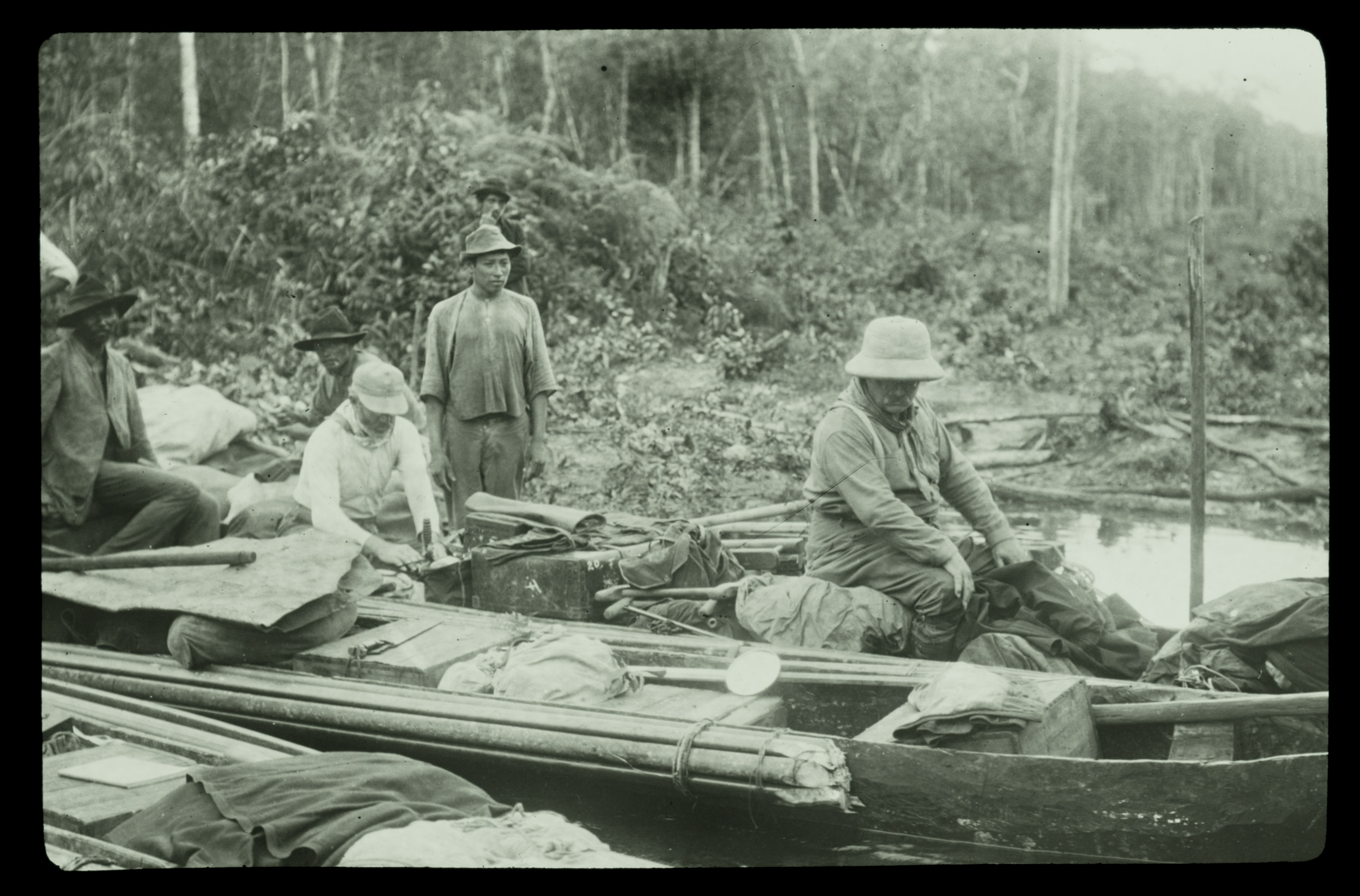
Glasdia: Theodore Roosevelt in einem beladenen Einbaum, im Vordergrund ein Bündel von Holzstangen als Auftriebskörper

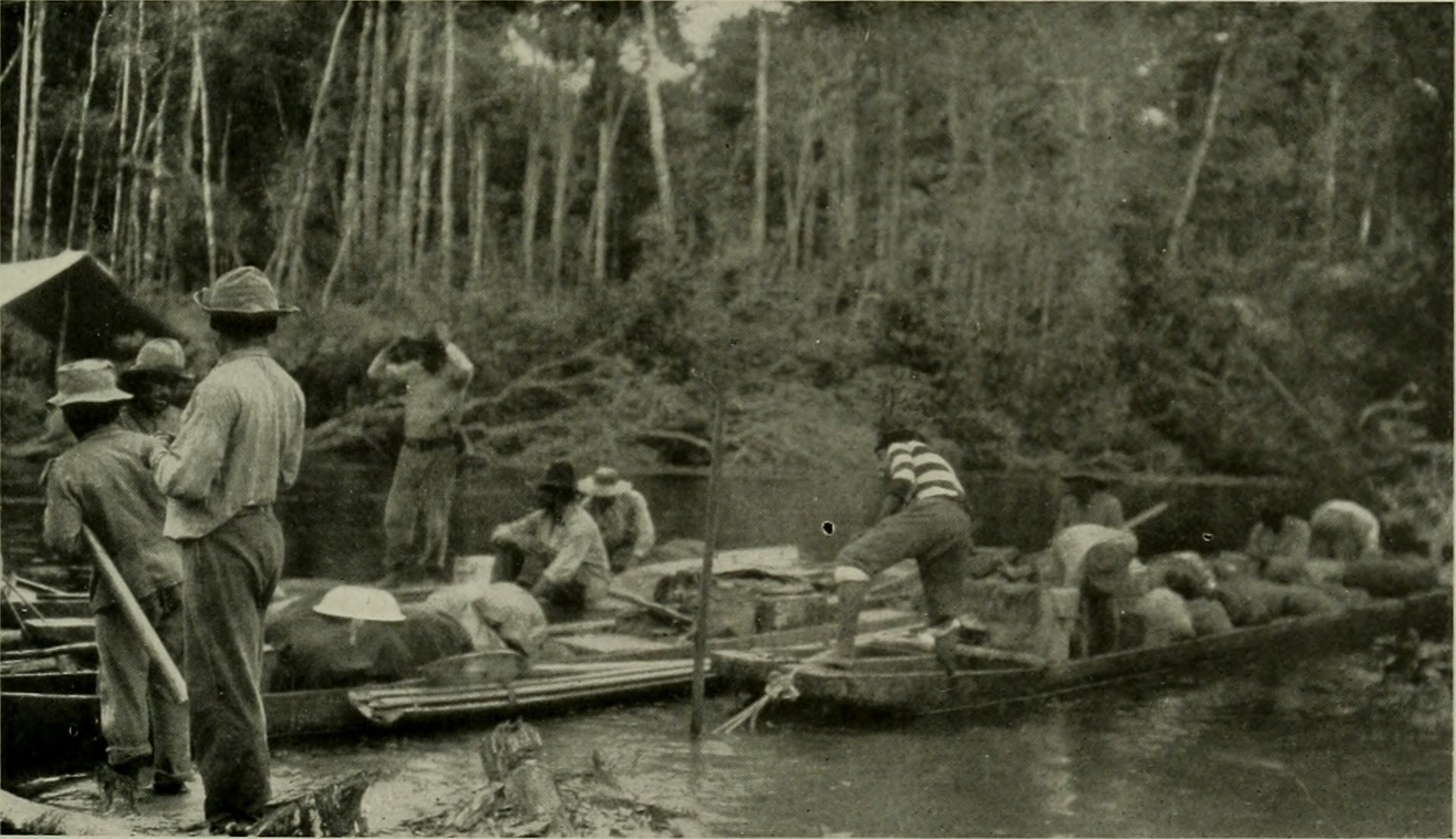
Beladene Einbäume vor der Abfahrt

Am Morgen des 27. Februar 1914 gab es für die Expeditionsteilnehmer ein opulentes Frühstück. Anschließend ging es an eine Stelle, an der Rondons Telegrafeningenieure eine hölzerne Brücke über den Rio da Dúvida gebaut hatten. Dort lagen die sieben bereits beladenen Einbäume, von denen zwei alt, leck und nur dürftig abgedichtet waren. An einigen der schwer beladenen Boote waren seitlich Holzstangen als Auftriebskörper befestigt, um ein Kentern zu verhindern. Sechzehn kräftige Brasilianer standen als Kanuten bereit. Nach der Verabschiedung von Hauptmann Amílcar und Leo Miller bestiegen Theodore Roosevelt, George Cherrie und José Cajazeira den größten der Einbäume, mit einem Gewicht von mehr als eineinhalb amerikanischen Tonnen. Rondon und Lieutenant Lyra fuhren in ihrem kleineren Einbaum voraus, und Kermit Roosevelt fuhr ein weiteres Stück vorweg. Die übrigen Männer verteilten sich auf die vier paarweise zusammengebundenen Frachtkanus.

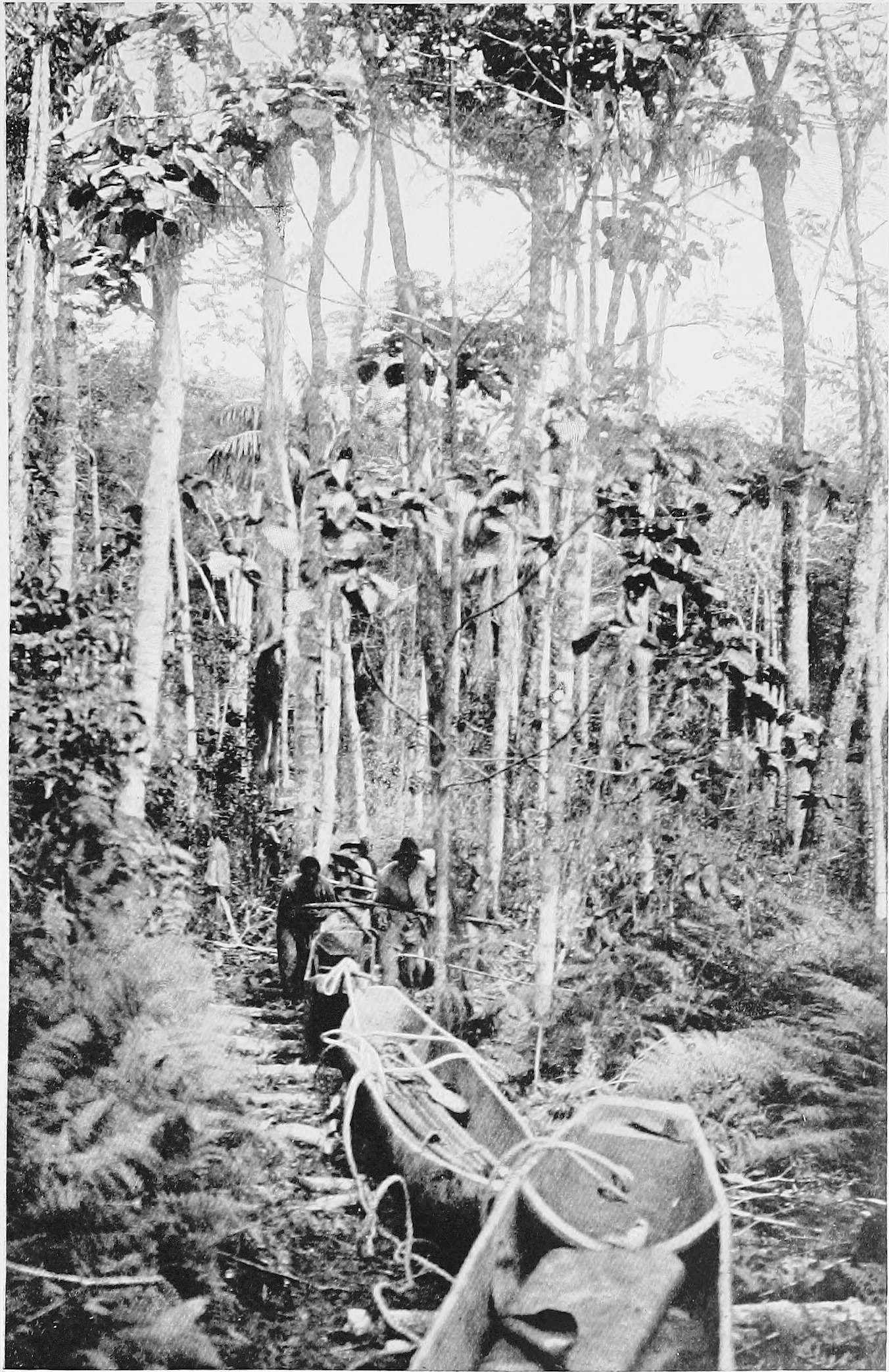
Umtragen der Einbäume durch den Dschungel, der Boden ist mit gefälltem Holz befestigt

Zu Beginn der Reise sprang Kermit an fast jeder Flussbiegung aus seinem Einbaum und hielt einen Markierungsstab hoch, die Brasilianer maßen Richtung und Entfernungen. Gelangweilt von den ständigen Unterbrechungen der Fahrt fuhren Roosevelt, Cherrie und Cajazeira voraus, um eine Möglichkeit zum Jagen und einen Lagerplatz auszumachen. Der Dschungel war jedoch zum Jagen zu dicht und das turbulente Wasser des Flusses ermöglichte kein effektives Fischen. Das blieb auch an den folgenden Tagen so, und gelegentlich waren Spuren der Indios zu sehen, wie brandgerodete Felder oder über den Fluss gespannte Lianen. Am vierten Tag zwangen Stromschnellen die Expedition erstmals zum Umtragen. Die Brasilianer schlugen mit Macheten eine Schneise in den Dschungel, legten sie mit Rundhölzern aus und zogen die jeweils mehr als eine Tonne wiegenden Einbäume mit um die Leiber geschlungenen Seilen. Am Ende der Umtragestelle mussten die Boote einen Abhang hinabgelassen werden. Dabei wurde ein Loch in die Hülle des größten Einbaums geschlagen, und eines der ohnehin lecken Kanus versank beim Wassern. Es musste mit seiner Ladung mit vereinten Kräften geborgen werden. Die Reparatur der beiden Boote, das Kalfatern und das Trocknen erlaubten erst am Nachmittag des 5. März die Weiterfahrt.
Das Umtragen der nächsten Stromschnellen dauerte drei Tage, und fünf Kilometer weiter folgten bereits neue. Am Morgen des 11. März war der Wasserspiegel des Rio da Dúvida gestiegen und die Strömung hatte die beiden größten Einbäume derart gegen die Felsen am Ufer geschlagen, dass sie ersetzt werden mussten. Der einzige geeignete Baum war eine große Bagassa guianensis, deren Holz so dicht war, dass die Späne im Wasser sofort untergingen. Die Dauer der Herstellung eines großen Einbaums wurde auf drei Tage geschätzt. In der Zwischenzeit begaben sich Kermit und Lieutenant Lyra auf die Jagd, erbeuteten aber nur einen Vogel für die Leiter und Wissenschaftler der Expedition und zwei Affen für die Kanuten. Theodore Roosevelt war noch nicht darüber besorgt, dass die Expedition nach und nach ihre Vorräte aufbrauchte. Er verbrachte viel Zeit alleine im Dschungel und lauschte den wenigen Tieren oder beobachtete sie. Am Mittag des 14. März konnte die Fahrt mit dem neuen Einbaum fortgesetzt werden.

### Tödlicher Unfall
Am Morgen des 15. März kam es zum ersten schweren Unfall. Kermit und zwei Bootsführer fuhren wie üblich voraus, bis sie an Stromschnellen kamen, die links und rechts an einer Insel in der Flussmitte vorbeiliefen. Rondon wies Kermit an zu warten, bis er mit Lieutenant Lyra am Ufer entlang die Stromschnellen erkundet hatte. Kermit wurde ungeduldig und fuhr entgegen der Anweisung Rondons und dem Rat seiner brasilianischen Begleiter in den Fluss. Dort wurde das Boot von einem Strudel erfasst und in die Stromschnellen gerissen. Das Kanu kenterte und ging mit Nahrungsmitteln für eine Woche verloren. Kermit und einer der Brasilianer konnten mit Mühe dem Ertrinken entkommen, doch der zweite Brasilianer war verschwunden. Eine stundenlange Suche blieb ohne Erfolg. Die Brasilianer machten Kermit für den Tod ihres Kameraden verantwortlich, sahen aber fernab der Zivilisation keine Möglichkeit ihn zur Rechenschaft zu ziehen. Von dem verlorenen Einbaum konnte am nächsten Tag nur ein Paddel und eine Konservendose gefunden werden. Während des Umtragens erkundete Rondon das Ufer. Sein Hund lief in den Dschungel, jaulte auf, und Rondon fand ihn bei der Suche von zwei langen Pfeilen durchbohrt vor. Später am Morgen versank der wenige Tage zuvor gefertigte große Einbaum in den unteren Stromschnellen, die zunächst für das Treideln geeignet erschienen. Da die Indios, die den Hund Rondons getötet hatten, als äußerst gefährlich anzusehen waren, wurde auf den Bau eines neuen Einbaums verzichtet. Die Expedition ließ einen Teil der Vorräte und sämtliche entbehrliche Ausrüstung zurück und setzte die Fahrt am 17. März mit den verbliebenen Booten fort.
Am Morgen des 18. März fand eine Zeremonie statt, in deren Verlauf Rondon den Rio da Dúvida auf Anweisung der brasilianischen Regierung in Rio Roosevelt umbenannte. An der Stelle des Lagers befand sich die Mündung eines Nebenflusses, der Rondon endgültig davon überzeugte, dass der Rio Roosevelt ein großes eigenes Einzugsgebiet hatte und kein Nebenfluss des Ji-Paraná war. Diesen Nebenfluss nannte er Rio Kermit.
In den folgenden Tagen kam die ganze Expedition wegen zahlreicher Stromschnellen und Umtragestellen besonders langsam voran. Roosevelt wurde ungeduldig und verlangte von Rondon, dass die seit dem Beginn der Abfahrt aufrechterhaltene Methode der Vermessung aufgegeben wurde. Rondon entgegnete ihm, dass damit die ganze Expedition wertlos würde. Letztlich einigten sich die beiden auf vereinfachte Messungen. Kermit musste nun nicht mehr vorausfahren und beim Vermessen helfen.
Am 27. März gab es erneut unpassierbare Stromschnellen, aber das Treideln der entladenen Boote schien möglich. Als zwei der zu einem Ponton zusammengebundenen Frachtboote außer Kontrolle gerieten und kenterten sprangen die Männer in den Fluss, um sie zu retten. Der durch Malariaschübe und eine Infektion des Magen-Darm-Trakts geschwächte Roosevelt stieß mit seinem rechten Schienbein an einen Felsen, dabei brach eine alte Verletzung wieder auf. Trotz der Reinigung der eigentlich harmlosen Wunde durch den Expeditionsarzt entzündete sie sich. Darüber hinaus kam es zu einer Periostitis, als Spätfolge einer bereits 1902 erlittenen schweren Beinverletzung, und zu anhaltenden Herzbeschwerden.
Am nächsten Morgen musste Rondon feststellen, dass der Fluss im weiteren Verlauf drei Kilometer lange Stromschnellen aufwies. Ein Treideln erschien ihm ebenso unmöglich wie das Umtragen. Die Expedition sollte sämtliches Gepäck bis an das Ende der Stromschnellen tragen und dort neue Einbäume fertigen. Rondon wurde von den US-Amerikanern überstimmt, die wegen des Zeitverlustes und der schwindenden Nahrungsvorräte besorgt waren. Die leeren Boote sollten nun getreidelt werden.
Die Expedition war nicht nur durch Krankheiten belastet. Rondon war zunehmend verärgert darüber, dass seine US-amerikanischen Begleiter die Reise schlecht vorbereitet, schlecht ausgerüstet und schlecht organisiert angetreten hatten. Sein Pflichtgefühl gegenüber seinem Land und sein großer Respekt für Roosevelt hielt ihn davon zurück, seiner Verärgerung Ausdruck zu verleihen. Der Wissenschaftler George Cherrie trat Rondon mit offener Feindseligkeit gegenüber. Als die Belastungen durch körperliche Anstrengung, Krankheiten, Hunger und die Furcht vor dem katastrophalen Untergang der Expedition zunahmen kam es immer häufiger zum Streit.

### Ein Mord und die Erkrankung Roosevelts
Am 2. April 1914 verloren Kermit und Lieutenant Lyra erneut ein Kanu, so dass nur noch vier zu zwei Pontons zusammengebundene Boote verblieben. Zudem kam ein Erkundungstrupp mit der Nachricht zurück, dass vor ihnen sehr lange Stromschnellen lagen. Rondon ging mit einigen Männern zum Roden eines Pfades, während andere unter dem Kommando von Sergeant Paixão die Ausrüstung und Vorräte für den Transport vorbereiteten. Julio de Lima, einer der Brasilianer, war der einzige gesunde und wohlgenährte unter ihnen. Er war von Sergeant Paixão wiederholt beim Diebstahl von Essen ertappt und geschlagen worden und verbreitete notorisch schlechte Stimmung. Nun sah Roosevelt ihn wie er seine Last ablegte, Paixãos achtlos abgestelltes Gewehr ergriff und schimpfend in den Dschungel ging. Es war nicht ungewöhnlich, dass Expeditionsteilnehmer zum Jagen in den Dschungel gingen. Doch nun tötete Julio de Lima Sergeant Paixão mit einem Schuss in die Brust und floh in den Dschungel. Der aufgebrachte Roosevelt wollte unverzüglich einen Suchtrupp losschicken, um den Mörder an Ort und Stelle zu töten. Rondon verwies hingegen auf brasilianisches Recht, das keine Lynchjustiz zulasse. Zudem sei es hoffnungslos, den Mörder im Dschungel zu finden, und alleine sei er ohnehin verloren. Als kurz darauf die Tatwaffe gefunden wurde, war auch die Sorge vorbei, das Lager könne in der Nacht überfallen werden.
Am Nachmittag des 3. April litt Roosevelt erstmals unter den heftigen Fieberschüben einer rezidivierenden Malaria, die er sich während des Spanisch-Amerikanischen Kriegs auf Kuba zugezogen hatte. Roosevelts Fieber stieg auf mehr als 40 °C und er begann halluzinierend damit, aus der Erinnerung Gedichte zu rezitieren. Die orale Gabe von Chinin blieb wirkungslos, sodass Cajazeira das Medikament parenteral injizierte. Nur langsam sank das Fieber. Wiederholt bat Roosevelt Rondon und Kermit ihn zurückzulassen, um die übrigen Expeditionsteilnehmer zu retten. Die Expedition könne nicht anhalten, und er könne nicht weiterreisen. Am 4. April war Roosevelt so krank, dass er weder in ein Kanu einsteigen, noch aus eigener Kraft aussteigen konnte. Durch eine Streptokokkeninfektion hatte sich ein Erysipel entwickelt, sein Herz schlug schnell und sein Blutdruck fiel ab. Erst jetzt erkannte Rondon, wie ernst Roosevelts Erkrankung war. Andere Expeditionsteilnehmer mussten ihn tragen, doch einige, darunter Lyra und Cherrie, litten unter Durchfall und waren selbst geschwächt. Hinzu kam die allgemeine Schwäche der ganzen Mannschaft, bedingt durch die Mangelernährung. Am 6. April begann auch Kermit unter Fieberschüben zu leiden.
Rondons Vermessungen fanden nur noch ohne Halt statt, indem die Fließgeschwindigkeit des Rio Roosevelt und die Ausschläge der Kompassnadel nachverfolgt und auf dieser Basis mithilfe komplizierter Berechnungen eine Flusskarte erstellt wurde. Während dieser Berechnungen rief der verzweifelte Mörder Julio de Lima den Booten zu, sie mögen ihn mitnehmen. Rondon war zu erschrocken und wollte seine Messungen nicht ruinieren. Auch Roosevelts Boot, das mit einigem Abstand folgte, wurde vergebens angerufen. Als am Nachmittag das Lager aufgebaut war, wurde nach Roosevelts anfänglich heftigem Protest ein Suchtrupp losgeschickt. Rondon fühlte sich verpflichtet, den flüchtigen Mörder zu ergreifen und der brasilianischen Justiz zuzuführen, obwohl er die ohnehin vom Untergang bedrohte Expedition noch weiter belastet hätte. Er konnte allerdings nicht gefunden werden. Da es erstmals seit vielen Tagen eine zum Lagern gut geeignete Stelle gab, wurde der Aufenthalt auf zwei Tage ausgedehnt. Es konnte ein sehr großer Wels gefangen werden, dessen Fleisch den ausgehungerten Expeditionsteilnehmern wie ein Festmahl vorkam. Roosevelt schrieb nach mehreren Tagen Pause letztmals während der Expedition an seinem Buch.

### Unterlauf des Rio Roosevelt
Auch in den nächsten Tagen folgten die unpassierbaren Stromschnellen so dicht aufeinander, dass deren Geräusche nie aus den Ohren der Männer verschwanden. Die gesundheitliche Verfassung der gesamten Mannschaft, deren Stimmung und der Zustand von Kanus, sonstiger Ausrüstung und Vorräten hatte ihren Tiefpunkt erreicht. Erst am 14. April konnten mehr als dreißig Kilometer an einem Tag bewältigt werden und auch am folgenden Tag gab es keine Stromschnellen mehr. Gegen Mittag entdeckten sie am Ufer die frische Markierung eines Gummisammlers, einen Pfahl mit den Initialen J. A. Das war ein Beweis dafür, dass sie sich der Zivilisation näherten. Einige Meilen flussabwärts fanden sie Joaquim Antónios Hütte ohne ihren Bewohner. Kurz darauf begegneten sie auf dem Fluss einem alten Mann in einem kleinen Kanu. Er informierte sie über ihren ungefähren Standort und dass sie vor der Abenddämmerung eine Siedlung erreichen könnten, mit der Möglichkeit des sicheren Lagerns und des Einkaufs von Vorräten. Am Morgen des 16. April wurde Roosevelt durch Cajazeira an mehreren großen Abszessen an Oberschenkeln und Gesäß operiert. Anschließend verbesserte sich sein Zustand leicht, doch er verlor weiter an Gewicht.
Nach weiteren zehn Tagen mit mehreren weiteren Umtragestellen auf dem Unterlauf des Rio Roosevelt kam die Expedition am 26. April 1914 an die Mündung des Flusses in den Rio Aripuanã, die zunächst als Zufluss eines rechten Nebenflusses in den Rio Roosevelt angesehen wurde. Am rechten Ufer stand ein Zelt, vor dem die US-amerikanische und die brasilianische Flagge wehten. Seit mehr als einem Monat lagerte dort eine Abteilung der brasilianischen Armee mit Notvorräten. Rondon hatte sie vor dem Antritt der Expedition dorthin bestellt, ohne sicher zu wissen, dass es sich bei dem Zusammenfluss um die Mündung des Rio Roosevelt handelte. Die Ankömmlinge wurden informiert, dass die Befahrung des Rio Papagaio und des Rio Tapajós durch Lieutenant Alcides Lauriodó und Anthony Fiala erfolgreich verlaufen war. Fiala befand sich bereits auf dem Weg nach New York. Auch Hauptmann Amilcar und Leo E. Miller waren bei der Erforschung des Ji-Paraná erfolgreich gewesen. Miller war in Manaus, wo er unermüdlich Exemplare der örtlichen Fauna sammelte.

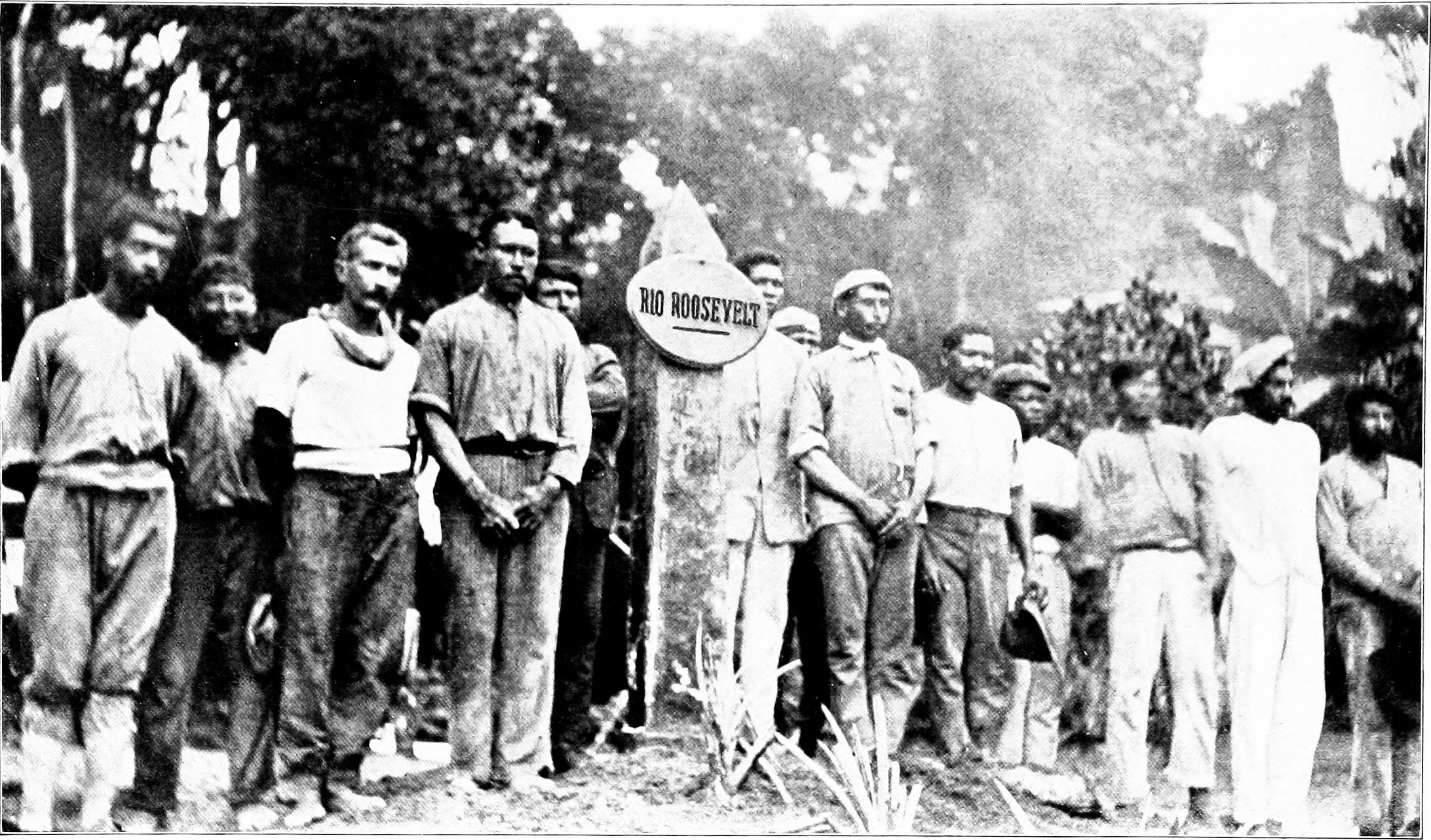
Zeremonie zur Neubenennung des Rio Roosevelt

Am 27. April wurde eine erneute Zeremonie abgehalten, mit der die Umbenennung des Flusses in Rio Roosevelt feierlich bestätigt wurde. Nach weiteren vier Stunden auf dem Fluss kam die Gruppe der drei US-Amerikaner am Ziel an, der Stadt São João do Araguaia. Die Brasilianer wollten noch die Mündung des Rio Roosevelt kartieren und dann nachkommen. In São João do Araguaia gab es eine Anlegestelle, von der aus täglich Dampfer auf dem Rio Madeira und dem Amazonas bis nach Manaus fuhren. Mit einem Dampfer, der den Passagieren bequeme, saubere Kabinen bot, fuhren die Roosevelts, Cherrie und Cajazeira Richtung Manaus. Rondon hatte dafür gesorgt, dass der Dampfer am 30. April noch während der Nacht dort ankam. Er wollte Roosevelt ersparen, unter den Augen zahlreicher Schaulustiger vom Schiff getragen zu werden. Dennoch wartete ein Empfangskomitee. Roosevelt wurde in einem Krankenhaus behandelt, wo Cajazeira erneut die Abszesse an seinem Bein operierte. Der Gouverneur des Bundesstaates Amazonas stellte Roosevelt eine Residenz zur Verfügung.
Noch während des Tages seiner Ankunft in Manaus war Roosevelt so weit erholt, dass er dem brasilianischen Außenminister Müller ein langes Telegramm mit seiner Einschätzung der Leistungen der Expedition schicken konnte. Dabei nannte er eine falsche Länge von 1500 Kilometern, die später korrigiert wurde. Das beruhte im Wesentlichen auf der Annahme, dass der Unterlauf des Rio Aripuanã Teil des Rio Roosevelt ist. Auf Roosevelts Bericht gehen alle nachfolgenden Einschätzungen der Expeditionsteilnehmer und anderer Personen zurück. Am folgenden Tag wurde Roosevelt auf einer Trage an Bord eines Frachtschiffs gebracht, auf dem er mit Kermit und Cherrie die viertägige Flussreise zur Mündung des Amazonas und weiter nach Belém do Pará absolvierte. Die Reise verbrachte er in der Kapitänskajüte und beschäftigte sich mit der aufgelaufenen Post und eigenen Briefen. Am 4. Mai 1914 schrieb Roosevelt einen kurzen Brief an seinen Freund Arthur Hamilton Lee in England. Er plante, nach der Hochzeit seines Sohns Kermit am 11. Juni in Madrid nach London zu reisen und dort einen Vortrag bei der Royal Geographical Society zu halten. Er bat Lee darum, seine Unterbringung zu organisieren und sein Angebot der Royal Geographical Society zu unterbreiten. In Belém wurde Roosevelt von der S. S. Aidan erwartet, einem Dampfer der Booth Line, der ihn nach New York bringen sollte. Auch Rondon, der ihn irgendwie überholt hatte, wartete in Belém und beide Männer verabschiedeten sich am 7. Mai voneinander.

## Rückreise

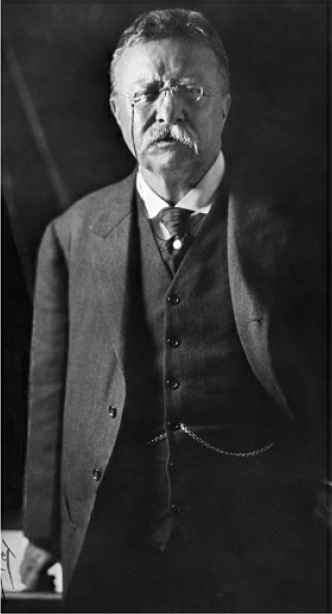
Der ausgezehrte Roosevelt nach der Rückkehr in die USA, 1914

Kermit Roosevelt reiste am 8. Mai weiter nach Rio de Janeiro und von dort nach Spanien, wo seine Braut Belle Willard, die Tochter des amerikanischen Botschafters Joseph Edward Willard, ihn erwartete. Theodore Roosevelt und die übrigen US-Amerikaner reisten mit dem Dampfer zurück in die Vereinigten Staaten und erreichten den Hafen von New York am 19. Mai 1914. Dort wurde Roosevelt ein herzlicher Empfang bereitet, der aber nicht an die Feierlichkeiten zu seiner Rückkehr aus Afrika und Europa im Jahr 1910 heranreichte. Theodore Roosevelt hatte durch die Strapazen der Reise mehr als 15 Kilogramm Gewicht verloren und war so geschwächt, dass er einen Gehstock benötigte. Dennoch reiste er drei Wochen später in Begleitung zahlreicher Familienmitglieder nach Spanien, um an der Hochzeit Kermits und Belles teilzunehmen.

## Wissenschaftliche Ergebnisse

### Geografie
Während der Expedition wurde der Rio da Dúvida mit zunächst sehr großer Präzision kartiert. Die Umstände der Reise und die zunehmende Bedrohung von Leben und Gesundheit der Expeditionsteilnehmer machten im weiteren Verlauf eine derart genaue Kartierung unmöglich. Dennoch konnte der Verlauf von der Quelle bis zur Mündung in den Rio Aripuanã bestimmt werden. Die Wissenschaftler fertigten umfangreiche Notizen über ihre Beobachtungen von Flora und Fauna an. In Paraguay und dem brasilianischen Amazonasgebiet wurden etwa 3000 Säugetiere, Vögel und Reptilien gesammelt. Die Ausbeute wurde US-amerikanischen und brasilianischen Museen übergeben.
Noch während der Expedition wurde dem Rio da Dúvida zu Ehren Theodore Roosevelts der Name Rio Roosevelt gegeben. Der Fluss wurde später wegen der für Sprecher des Portugiesischen schwierigen Aussprache häufig Rio Téodoro oder Rio Théodoro genannt. Diesen Namen gab auch Rondon in seinem Bericht an den brasilianischen Nationalkongress an. 1917 vergab die brasilianische Regierung anlässlich der Veröffentlichung aktualisierter Karten Rio Roosevelt als amtlichen Namen. Beide Bezeichnungen werden bis heute auf Karten und in amtlichen Veröffentlichungen genannt. Ein Zufluss des Rio Roosevelt erhielt nach Kermit Roosevelt den Namen Rio Kermit. Das Quellgebiet des Flusses ist Teil des 1956 nach Candido Rondon benannten brasilianischen Bundesterritoriums Rondônia, aus dem 1982 der Bundesstaat Rondônia hervorging.

### Biologie
Nach der Expedition wurden von den mitreisenden Naturwissenschaftlern und anderen Forschern zahlreiche Arten und Unterarten von Säugetieren und Vögeln neu beschrieben. Die meisten sind seither zu Synonymen früher beschriebener Arten herabgestuft worden. Das ist vorrangig die Folge der taxonomischen Praxis vieler Zoologen des frühen 20. Jahrhunderts, mit kleinen Unterschieden in Körperbau, relativen Maßen des Skeletts und sogar Farben und Zeichnungen neue Arten zu begründen. Von herausragender Bedeutung unter den wissenschaftlichen Veröffentlichungen ist die 1930 von Elsie Naumburg veröffentlichte Monografie über die während der Expedition gesammelten Vögel des Mato Grosso. Ein vergleichbares Werk für die von der Expedition gesammelten Säugetiere und andere Tiergruppen gibt es nicht, die Veröffentlichungen erschienen verstreut als Artikel in Fachzeitschriften.
1918 wurde auf der Basis von Exemplaren, die während der Expedition gesammelt worden sind, der Buntbarsch Rondonacara hoehnei beschrieben.
Die Erstbeschreibung des Marca-Seidenäffchens erfolgte erst 1993 anhand dreier Sammlungsexemplare des Museu Nacional da Universidade Federal do Rio de Janeiro. Die Tiere waren am 8., 9. und 10. April 1914 am Rio Roosevelt erbeutet und in die Sammlung des Museums als Silberäffchen eingebracht worden.
In der 2013 veröffentlichten Erstbeschreibung des Kabomani-Tapirs wird ein im Januar 1914 von Theodore Roosevelt und seiner Jagdgesellschaft in Porto Campo geschossener Tapir als ein Vergleichsexemplar genannt. Trotz der deutlichen Unterschiede zu einem anderen von Roosevelt geschossenen Tapir wurde das Exemplar seinerzeit als juveniler Flachlandtapir angesehen und sein Schädel und das Fell in die Sammlung des American Museum of Natural History aufgenommen.

## Rezeption
Roosevelts Reise nach Amazonien war wochenlang Thema der Titelseiten der US-amerikanischen Presse. Seine Rückkehr wurde von den seriösen Blättern mit Erleichterung aufgenommen und in anderen Medien erschienen Sensationsberichte mit übertriebenen Darstellungen der Umstände der Expedition und ihrer Erfolge. Mehrere Geografen äußerten öffentlich Zweifel an den Ergebnissen der Expedition. Sie stünden im Widerspruch zu dem etablierten Wissen über den Mato Grosso und die Existenz eines unentdeckten Flusses von der angegebenen Länge sei zumindest eine stark übertriebene, wenn nicht betrügerische Angabe. Einer der Wortführer der Kritiker war Clements Markham, ein ehemaliger Präsident der Royal Geographic Society, der Roosevelts Angaben über die Entdeckung eines Flusses von fast 1000 Meilen Länge skeptisch gegenüberstand. Er ging davon aus, dass Roosevelt tatsächlich den Rio Canumã befahren hatte, einen östlich des Rio Madeira verlaufenden Fluss, der sich nahe dessen Mündung in den Amazonas mit ihm vereinigt. Andere Briten nahmen an, dass Roosevelt wie Anthony Fiala einen Nebenfluss des Rio Tapajós befahren hatte. Besonders harsch war die Kritik des Abenteuerschriftstellers Henry Savage Landor, der 1912 selbst den Mato Grosso bereist haben wollte und 1913 seinen zweibändigen Bericht Across Unknown South America veröffentlicht hatte. Savage Landor nannte die Angaben Roosevelts „zum Lachen“ und jeder, der über ein wenig gesunden Menschenverstand verfüge, müsste ebenfalls lachen. Savage Landors zahlreiche eigene Reiseberichte mit ihren durchgehenden Häufungen dramatischer Ereignisse waren offensichtlich zum großen Teil frei erfunden, fanden aber eine große Leserschaft. Entsprechend knapp fiel Roosevelts Kommentar aus, Savage Landor selbst sei eine „reine Fälschung, die keinerlei Aufmerksamkeit verdient“. Die Kritik in den europäischen Medien war deutlich heftiger als in den Vereinigten Staaten. Das britische Wochenmagazin The Daily Graphic verglich Roosevelt und seinen Reisebericht in einem Leitartikel mit Baron Münchhausen und seinen Lügengeschichten.
Auch die National Geographic Society und die American Geographical Society gaben an, dass das etablierte Wissen über die Geografie und Geologie der bereisten Region die Existenz eines solchen Flusses ausschließe. Eine weitergehende Bewertung sei erst möglich, wenn die Ergebnisse der Expedition und deren Beweise veröffentlicht seien. Mithilfe seines Freundes Gilbert Grosvenor, Präsident der National Geographic Society, konnte Roosevelt für den 26. Mai einen Vortrag vor der Gesellschaft in Washington D.C. vereinbaren. Der Vortragstermin 16. Juni 1914 war ihm mittlerweile von der Royal Geographic Society bestätigt worden.

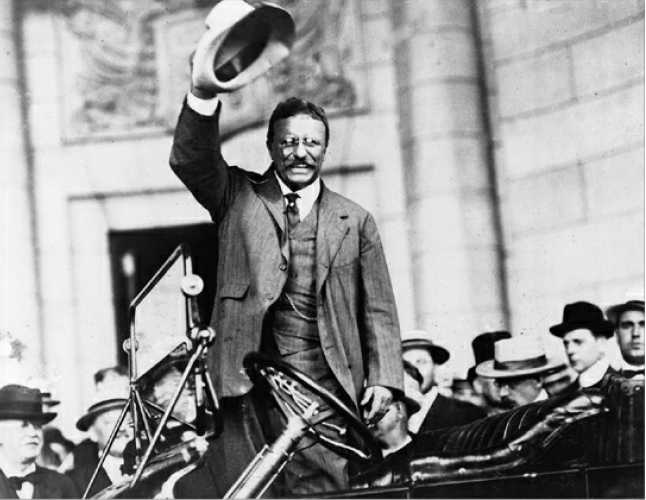
Roosevelt in Washington, D.C., 26. Mai 1914

Am 26. Mai 1914 hielt Roosevelt in Washington D.C. den ersten der beiden Vorträge. Im Kongresszentrum der Stadt wurde er mit rauschendem Beifall empfangen. Er war noch sehr geschwächt und für die meisten der Zuhörer kaum zu verstehen. Roosevelt sprach vorwiegend über die wissenschaftlichen Erkenntnisse und über die angewandten Methoden, nutzte aber auch seine rhetorischen Fähigkeiten, um seine Reputation gegenüber den Angreifern zu verteidigen. Nach der Veranstaltung erschienen umfangreiche Mitschriften in der Washington Post und in der New York Times. Die National Geographic Society und die American Geographical Society zogen ihre Zweifel an Roosevelts Angaben zurück, wobei die AGS sich eine abschließende Einschätzung nach der Fertigstellung des Kartenmaterials vorbehielt.
Am Abend des 16. Juni 1914 sprach Roosevelt in London vor der Royal Geographic Society. Die Halle fasste nur achthundert Zuhörer und Tausende fanden keinen Einlass. Nach seinem 45 Minuten währenden Vortrag war die Kritik weitgehend verstummt. Auch von diesem Vortrag wurde eine Mitschrift angefertigt, als Typoskript an Roosevelt gesandt und mit seinen handschriftlichen Änderungen an die RGS zurückgeschickt. Diese zu einem wissenschaftlichen Aufsatz umgearbeitete Fassung der Rede wurde im Februar 1915 unter dem Titel A Journey in Central Brazil in The Geographical Journal, der Zeitschrift der Royal Geographic Society, abgedruckt.

## Veröffentlichungen

### Reiseberichte und biografische Literatur
Roosevelt veröffentlichte erneut einen Reisebericht, Through the Brazilian Wilderness, der wie seine African Game Trails zunächst in Fortsetzungen von Scribner’s Magazine und später als Buch bei Charles Scribner’s Sons veröffentlicht wurde. Auch sein Schreibstil folgte der Vorlage der African Game Trails. Während andere Autoren von Reiseberichten Notizen fertigten und nach Abschluss der Reise auf dieser Grundlage ein Buch verfassten, schrieb Roosevelt während der Expedition fast täglich seine Beobachtungen und Erlebnisse nieder. Dabei schrieb er im Stil eines sehr langen Briefs an seinen Herausgeber und sorgte für den zügigen Versand an die Redaktion in New York. Dort wurde nur sparsam redigiert, mit der Korrektur offensichtlicher Fehler und minimalen stilistischen Eingriffen. Während seiner Krankheit konnte Roosevelt die tägliche Routine des Schreibens nicht mehr aufrechterhalten. Wann er die fehlenden Passagen ergänzt hat, auf der Rückfahrt in die Vereinigten Staaten oder nach der Rückkehr, ist unbekannt. Auch bei der Schilderung seiner eigenen Erkrankung gab sich Roosevelt als präziser Beobachter und Berichterstatter. Allerdings vermied er klare Angaben zur Schwere seiner Krankheit und des Tage währenden lebensbedrohlichen Zustands. Es ist unklar, woher Roosevelt die Informationen über die Ereignisse während seines Fieberdeliriums bezogen hat. Jedenfalls erschienen die einzelnen Teile des Reiseberichts fristgerecht im Scribner’s Magazine und auch die Buchveröffentlichung erfolgte pünktlich.
Jahrzehnte nach der Expedition haben mehrere Autoren Arbeiten veröffentlicht, in denen die Roosevelt-Rondon Scientific Expedition behandelt wird. Joseph R. Ornig war schon als junger Mann von Roosevelts Amazonas-Expedition fasziniert und arbeitete jahrzehntelang an seinem 1994 erschienenen Buch My Last Chance to Be a Boy. Theodore Roosevelt’s South American Expedition of 1913-1914. Auf viele Jahre der peniblen Recherche folgte der jahrelange Besuch von Kursen im kreativen Schreiben, um seine Veröffentlichung optimal zu gestalten. Der Detailreichtum seiner Schilderung der Expedition wurde von den nachfolgenden Autoren nicht mehr erreicht. Dabei pflegt Ornig einen nüchternen und sachlichen Stil. Candice Millard legte 2005 mit The River of Doubt. Theodore Roosevelt’s Darkest Journey eine Monografie vor, die ebenfalls vollständig der Roosevelt-Rondon Scientific Expedition gewidmet ist. Anders als Ornig verzichtet Millard auf viele Details und präsentiert die Geschichte der Expedition auf eher unterhaltsame Weise.
Edmund Morris widmete der Expedition 2010 zwei Kapitel mit etwas mehr als 40 Seiten in Colonel Roosevelt, dem letzten Band seiner Trilogie von biografischen Werken über Roosevelt. Dabei legt er den Schwerpunkt auf die Gefahren, denen der alternde Roosevelt ausgesetzt war, und wie er selbst sie später darstellte. In einem Kapitel mit 27 Seiten behandelten Thomas Bailey und Katherine Joslin die Expedition. Ihr 2018 erschienener Band Theodore Roosevelt. A Literary Life thematisiert vorrangig Roosevelts literarisches Schaffen.

### Filme
Wie schon bei Roosevelts Afrika-Expedition sollte während der Reise ein Dokumentarfilm gedreht werden. Doch fast das gesamte Filmmaterial und ein großer Teil der Fotos gingen mit einem der Einbäume verloren. William Loeb, der ehemalige Pressesprecher Roosevelts und Präsident der Roosevelt Memorial Association, die sich die Bewahrung von Dokumenten von und über Theodore Roosevelt zum Ziel gemacht hatte, empfand das Fehlen einer filmischen Dokumentation der Amazonas-Expedition als unbefriedigend. Von allen anderen wichtigen Ereignissen seit Roosevelts Amtseinführung als Vizepräsident gab es biografisches Filmmaterial. Auf Empfehlung von Kermit Roosevelt wandte Loeb sich an George Miller Dyott, der 1926 bis 1927 zur Beschaffung von Filmmaterial eine Befahrung des Rio Roosevelt unternahm. Ein etwa dreißig Minuten langer Zusammenschnitt von Aufnahmen Anthony Fialas und brasilianischer Kameramänner aus den Jahren 1913 und 1914 mit den neuen Aufnahmen der Dyott-Expedition wurde im Oktober 1928 unter dem Titel The River of Doubt veröffentlicht. Beim Publikum scheiterte der Film wie achtzehn Jahre zuvor Roosevelt in Africa an der Konkurrenz fiktiver und spannungsgeladener Dschungelfilme, die seinerzeit fast so populär wie Western waren.
Die Expedition in Brasilien wurde auch im Animationsfilm aufgegriffen. Im August 1914, wenige Monate nach Roosevelts Rückkehr in die Vereinigten Staaten, wurde mit Colonel Heeza Liar, Explorer ein etwa 13 Minuten langer Film veröffentlicht, der die Roosevelt-Parodie Colonel Heeza Liar Abenteuer am River of Doubt bestehen lässt. Im August 1927, und damit auf die spätere Flussbefahrung durch Dyott bezogen, wurde eine von Frank Moser gezeichnete und von Paul Terry mit seinem Aesop Fables Studio produzierte Animation veröffentlicht. Der von Pathé Exchange vertriebene Film von nur etwa zwei Minuten Länge lief unter dem Titel River of Doubt und war einer von mehreren hundert in den 1920er Jahren entstandenen kurzen Animationsfilmen aus der Reihe Aesop's Fables.

## Weitere Expeditionen zum Rio Roosevelt

### George Miller Dyott, 1926/27
1926 wurde unter der Leitung des britischen Forschungsreisenden George Miller Dyott mit zwei weiteren Weißen und unterwegs angeheuerten einheimischen Helfern eine zweite Befahrung des Rio Roosevelt in Angriff genommen. Die im Auftrag der Roosevelt Memorial Association durchgeführte Expedition diente vor allem der Beschaffung von Filmmaterial vom Rio Roosevelt, um mit Aufnahmen von den Originalschauplätzen die verlorene Dokumentation der Roosevelt-Rondon Scientific Expedition zu rekonstruieren. Zwei der ursprünglich vier Expeditionsteilnehmer waren für die Bedienung einer mitgeführten leistungsstarken Funkanlage vorgesehen, mit der die Verbindung zur New York Times aufrechterhalten werden sollte. Dabei war eine kleine Funkanlage für die Mitnahme auf dem Fluss und eine deutlich größere stationäre Anlage als Funkrelaisstation in einem Basiscamp bestimmt. Im Idealfall hätten die Funker täglich über den Fortgang der Expedition aus Brasilien berichtet. Die Erkrankung des zweiten Funkers und die irreparable Beschädigung der Relaisstation noch während der Anreise zum Rio Roosevelt ließen nur die kleine Funkanlage zur Nutzung übrig. Damit konnte während der Befahrung nur sporadisch Kontakt nach New York aufgenommen werden.
Anfang November 1926 begann an der Mündung des Rio Sepotuba in den Rio Paraguay die letzte Etappe der Reise zum Rio Roosevelt. Zunächst ging es flussaufwärts an den Oberlauf des Rio Sepotuba und von dort über Land auf der Route Roosevelts zum Startpunkt der Befahrung. Die Sorge Dyotts und seiner Begleiter, sie könnten von Eingeborenen angegriffen werden, erwies sich als unbegründet. Doch die Expedition wurde das Ziel von Übergriffen durch Aufständische, die während des Marschs vom Oberlauf des Rio Sepotuba zum Rio Roosevelt mit der „Beschlagnahme“ von Lebensmittelvorräten und Packtieren drohten. Erst nach dem Eingreifen der brasilianischen Armee beruhigte sich die Lage, doch die Aufständischen erzwangen den Tausch der Packtiere gegen ihre eigenen erschöpften Tiere. Erst am 20. Januar erreichte die Expedition den Rio Roosevelt. Dort wurde zusätzlich zu drei mitgeführten Faltbooten ein Einbaum von fast zehn Meter Länge angefertigt. Am 1. Februar 1927 konnte die eigentliche Befahrung des Rio Roosevelt beginnen. Während der Fahrt kam die Gruppe deutlich schneller als Roosevelt voran. Die Teilnehmer der Expedition litten ebenfalls unter Nahrungsmangel und hatten Begegnungen mit feindseligen Eingeborenen, ihre Lage entwickelte sich aber nicht so dramatisch wie die der Roosevelt-Rondon Scientific Expedition. Da das Funkgerät und ein Teil des Gepäcks schon kurz nach dem Start der Flussfahrt in den Stromschnellen verloren ging, konnte der Kontakt mit der New York Times nicht aufrechterhalten werden. Am 3. April 1927 erreichte die Dyott-Expedition Manaus am Amazonas. Die Dyott-Expedition konnte die während der Erstbefahrung von Roosevelt und seinen Begleitern gewonnenen Erkenntnisse bestätigen. An mehreren Stellen der Flussufer konnten nach dreizehn Jahren noch Spuren von Roosevelts Lagerplätzen gefunden werden.

### USA und Brasilien, 1992
1992 fand eine US-amerikanisch-brasilianische Befahrung des Rio Roosevelt statt, bei der auf der Grundlage der Ergebnisse der Roosevelt-Rondon Scientific Expedition neue Untersuchungen durchgeführt wurden. Ein wesentliches Ziel war die Erfassung von Veränderungen der Flora und Fauna und der Lebensweise der indigenen Bevölkerung seit der Expedition von 1914. Die Expedition wurde von mehreren Organisationen finanziert, darunter die National Wildlife Federation, das American Museum of Natural History und die Theodore Roosevelt Association. Unterstützung kam auch von zahlreichen brasilianischen und US-amerikanischen Unternehmen.
Leiter der Expedition war Charles T. Haskell, ein Mitarbeiter der National Wildlife Federation. Einer der Teilnehmer war ein Urenkel Roosevelts, Tweed Roosevelt, der als Vertreter der Theodore Roosevelt Association mitreiste. Zwei brasilianische Ichthyologen untersuchten die Fischfauna und das Ausmaß von Beeinträchtigungen der Umwelt während der vergangenen fast acht Jahrzehnte. An der unteren Hälfte des Flusslaufs untersuchte ein brasilianischer Pharmakologe die Methoden, mit denen die traditionelle Subsistenzwirtschaft betreibenden indigenen Farmer Nahrung und Medizin aus dem Regenwald gewinnen. Ein ebenfalls brasilianischer Botaniker sammelte Pflanzen und befragte Anwohner des Flusses nach ihrer Nutzung von Pflanzen des Regenwalds. Anders als bei der ersten Expedition blieben die 1992 gesammelten Exemplare im Land und wurden an brasilianische Museen übergeben.
Die Expedition von 1992 war nicht mit der Fülle von Schwierigkeiten wie ihre Vorgänger konfrontiert. Die fast 300 Kilogramm wiegenden hölzernen Kanus der ersten Expedition wurden durch Rafts aus durchstoßsicherem Gummimaterial ersetzt. Das ermöglichte die Passage von Stromschnellen, die Roosevelt und seine Mannschaft noch zum stunden- und tagelangen Umtragen gezwungen hatten. Die Nahrungsvorräte bestanden zum Großteil aus gefriergetrockneten Konzentraten, die gegen Feuchtigkeit geschützt verpackt waren. Der Fluss wurde vor der Expedition mit einem Aufklärungsflugzeug abgeflogen und die Expedition war mit GPS-Empfängern und einem Satellitentelefon ausgerüstet. Durch das Stammesgebiet der Cinta Larga wurde die Expedition von einem örtlichen Führer der Fundação Nacional do Índio und zwei Cinta Larga begleitet, darunter einem Häuptling.

### 21. Jahrhundert
Im 21. Jahrhundert fanden weitere Befahrungen des Flusses statt. Im Frühjahr 2014 befuhren Dave Freeman und Paul Schurke den Rio Roosevelt auf seiner gesamten Länge. Vor dem Antritt der Reise hatten sie mit einem Häuptling der Cinta Larga Kontakt aufgenommen und die Erlaubnis zum Durchfahren ihres Territoriums eingeholt. Sie trafen mit einem Cinta Larga zusammen, der 1992 als einer der beiden Führer die US-amerikanisch-brasilianische Rafting-Expedition begleitet hatte. Noch im selben Jahr folgten Marc A. Meyers, ein Materialwissenschaftler der University of California, San Diego und der US-amerikanische Filmemacher Jeffrey Lehmann der Route Roosevelts.

### Reiseberichte
- George Kruck Cherrie: Dark Trails. Adventures of a Naturalist. G. P. Putnam’s Sons, New York, NY 1930.
- Leo E. Miller: In the Wilds of South America. Six Years of Exploration in Colombia, Venezuela, British Guiana, Peru, Bolivia, Argentina, Paraguay, and Brazil. Charles Scribner’s Sons, New York, NY 1919, XIII-XVI, S. 194–264 (Digitalisat).
- Candido Mariano da Silva Rondon: Lectures Delivered by Colonel Candido Mariano da Silva Rondon, Chief of the Commission, on the 5th, 7th, and 9th of October, 1915. Greenwood Press, New York, NY 1969.
- Theodore Roosevelt: Through the Brazilian Wilderness. Charles Scribner’s Sons, New York, NY 1914 (Digitalisat).
- John Augustine Zahm: Through South America’s southland, with an account of the Roosevelt scientific expedition to South America. D. Appleton and Company, New York, London 1916 (Digitalisat).

### Wissenschaftliche Bearbeitung (Auswahl)
- Joel A. Allen: Mammals collected on the Roosevelt Brazilian Expedition, with field notes by Leo E. Miller. In: Bulletin of the American Museum of Natural History. Band 35, 1916, S. 559–610 (amnh.org).
- George K. Cherrie: Some apparently undescribed birds from the collection of the Roosevelt South American Expedition. In: Bulletin of the American Museum of Natural History. Band 35, 1916, S. 183–190 (amnh.org).
- Douglas Freshfield, James Bryce: A Journey in Central Brazil: Discussion. In: The Geographical Journal. Band 45, Nr. 2, Februar 1915, S. 107–110, doi:10.2307/1780247.
- Frederico Carlos Hoehne: Botanica. Relatorio apresentado ao Snr. Coronel de Engenharia Candido Marianno da Silva Rondon, Chefe da Commissão Brasileira. Rio de Janeiro Dezember 1914 (Digitalisat).
- Mary LeCroy: Type Specimens of Birds In the American Museum of Natural History Part 10. Passeriformes: Emberizidae: Emberizinae, Catamblyrhynchinae, Cardinalinae, Thraupinae, and Tersininae. In: Bulletin of the American Museum of Natural History. Band 368, 2012, S. 1–125, doi:10.1206/775.1.
- Mary LeCroy: Type Specimens Of Birds In The American Museum Of Natural History Part 11. Passeriformes: Parulidae, Drepanididae, Vireonidae, Icteridae, Fringillinae, Carduelinae, Estrildidae, And Viduinae. In: Bulletin of the American Museum of Natural History. Band 381, 2013, S. 1–155, doi:10.1206/832.1.
- Leo E. Miller: The Geographical Results of the Roosevelt-Rondon Expedition. In: The American Museum Journal. Band XV, Nr. 3, März 1915, S. 129–132 (Digitalisat).
- Leo E. Miller: The Roosevelt-Rondon Scientific Expedition. A story of the journey through South America’s traveled highways and unexplored jungles, with mention of many strange birds and beasts and descriptions of the country and the people. In: The American Museum Journal. Band XV, Nr. 2, Februar 1915, S. 49–63 (Digitalisat).
- Elsie M. B. Reichenberger, George K. Cherrie: Descriptions of Proposed New Birds From Brazil, Paraguay, and Argentina. In: American Museum Novitates. Nr. 27, 1921 (amnh.org [PDF; 5,9 MB]).
- Elsie M. B. Reichenberger, George K. Cherrie: Descriptions of Proposed New Birds from Brazil and Paraguay. In: American Museum Novitates. Nr. 58, 1923 (amnh.org [PDF; 666 kB]).
- Elsie Margaret Binger Naumburg: The birds of Matto Grosso, Brazil. A report on the birds secured by the Roosevelt-Rondon Expedition. In: Bulletin of the American Museum of Natural History. Band 60, Nr. 1, 1930, S. i-vii, 1–432 (Digitalisat).
- Theodore Roosevelt: A Journey in Central Brazil. In: The Geographical Journal. Band 45, Nr. 2, Februar 1915, S. 97–107, doi:10.2307/1780246 (archive.org [PDF; 2,4 MB]).
- Theodore Roosevelt: Animals of Central Brazil. Together with mention of the geographical work of the Roosevelt-Rondon Scientific expedition in exploring the "River of Doubt". In: The American Museum Journal. Band XV, Nr. 2, Februar 1915, S. 35–47 (Digitalisat).

### Sekundärliteratur
- Joel A. Allen: Roosevelt’s “Through the Brazilian Wilderness”. In: The American Museum Journal. Band XV, Nr. 2, Februar 1915, S. 64–65 (Digitalisat – Rezension).
- Thomas Bailey, Katherine Joslin: Theodore Roosevelt. A Literary Life. ForeEdge, Lebanon, NH 2018, ISBN 978-1-5126-0166-4, Chapter 13. "The Land of Unknown Possibilities", S. 267–294.
- Michael R. Canfield: Theodore Roosevelt in the Field. Chicago University Press, Chicago, London 2015, ISBN 978-0-226-29837-5.
- Todd A. Diacon: Stringing Together a Nation. Cândido Mariano da Silva Rondon and the Construction of a Modern Brazil, 1906–1930. Duke University Press, Durham, London 2004, ISBN 0-8223-3210-8.
- Candice Millard: The River of Doubt. Theodore Roosevelt’s Darkest Journey. Doubleday, New York, NY 2005, ISBN 0-385-50796-8.
- Edmund Morris: Colonel Roosevelt. Random House, New York, NY 2010, ISBN 978-0-375-50487-7, Chapter 15, Expediçào Cientifica und Chapter 16, Alph, the Sacred River, S. 305–347.
- Joseph R. Ornig: My Last Chance to Be a Boy. Theodore Roosevelt’s South American Expedition of 1913–1914. Louisiana State University Press, Baton Rouge, LA 1994, ISBN 0-8071-2271-8.
- Patricia O’Toole: When Trumpets Call. Theodore Roosevelt after the White House. Simon & Schuster, New York u. a. 2005, ISBN 978-0-684-86477-8.
- Samantha Seiple: Death on the River of Doubt. Theodore Roosevelt’s Amazon Adventure. Scholastic, 2017, ISBN 978-0-545-70916-3 (das als Tatsachenbericht beworbene Buch ist eine auf Roosevelts eigenem Reisebericht beruhende Umarbeitung im Stil eines Abenteuerromans).